# Max Weber

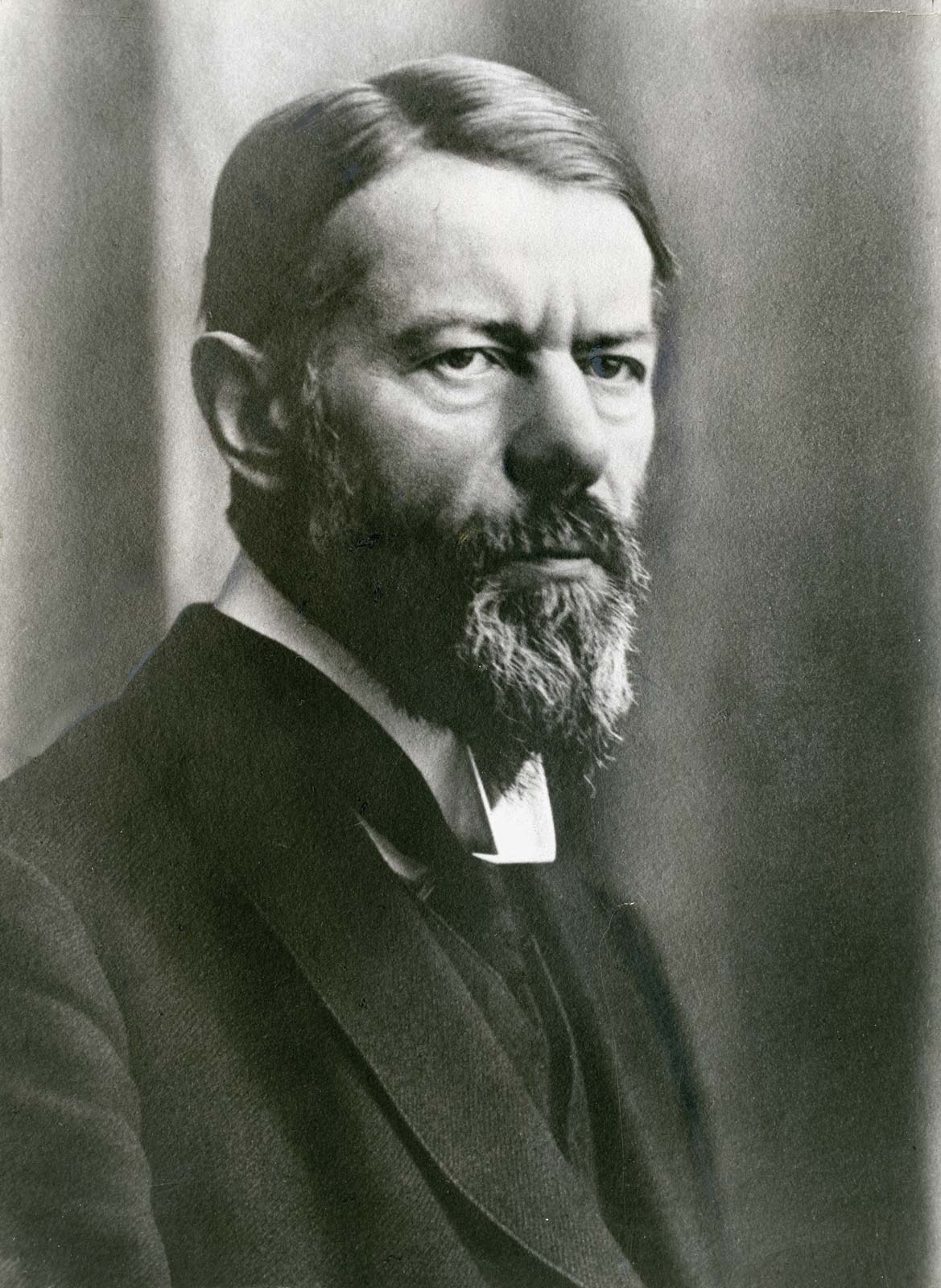
Max Weber (1918)

Maximilian „Max“ Carl Emil Weber (* 21. April 1864 in Erfurt; † 14. Juni 1920 in München) war ein deutscher Soziologe und Nationalökonom. Obwohl seiner Ausbildung nach Jurist, gilt er als einer der Klassiker der Soziologie sowie der gesamten Kultur-, Sozial- und Geschichtswissenschaften.
Er lehrte als Privatdozent und außerordentlicher Professor an der Friedrich-Wilhelms-Universität Berlin (1892–1894) und als ordentlicher Professor an den Universitäten Freiburg (1894–1896), Heidelberg (1897–1903), Wien (1918) und München (1919–1920). Krankheitsbedingt unterbrach er die universitäre Lehre in Heidelberg für viele Jahre, entfaltete aber in dieser Zeit eine außerordentlich produktive publizistische und journalistische Tätigkeit. Zudem versammelte er zum sonntäglichen Jour fixe namhafte Wissenschaftler, Politiker und Intellektuelle, deren Zusammentreffen den sogenannten „Mythos von Heidelberg“ als intellektuelles Zentrum begründeten.
Mit seinen Theorien und Begriffsprägungen hatte er insbesondere auf die Wirtschafts-, Herrschafts-, Rechts- und Religionssoziologie großen Einfluss. Auch wenn sein Werk fragmentarischen Charakter hat, wurde es dennoch aus der Einheit eines Leitmotivs entwickelt: des okzidentalen Rationalismus und der damit bewirkten Entzauberung der Welt. Eine Schlüsselstellung in diesem historischen Prozess wies er dem modernen Kapitalismus als der „schicksalsvollsten Macht unseres modernen Lebens“ zu. In der Wahl dieses Forschungsschwerpunktes zeigte sich eine Nähe zu seinem Antipoden Karl Marx, die ihm auch die Bezeichnung „der bürgerliche Marx“ eintrug.
Mit Webers Namen sind die Protestantismus-Kapitalismus-These, das Prinzip der Werturteilsfreiheit, der Begriff Charisma, das Gewaltmonopol des Staates sowie die Unterscheidung von Gesinnungs- und Verantwortungsethik verknüpft. Aus seiner Beschäftigung mit dem „Erlösungsmedium Kunst“ ging eine gelehrte Abhandlung zur Musiksoziologie hervor. Politik war nicht nur sein Forschungsgebiet, sondern er äußerte sich auch als klassenbewusster Bürger und aus liberaler Überzeugung engagiert zu aktuellen politischen Streitfragen des Kaiserreichs und der Weimarer Republik. Als früher Theoretiker der Bürokratie wurde er über den Umweg US-amerikanischer Rezeption zu einem der Gründungsväter der Organisationssoziologie gekürt.
Max Webers Ehefrau Marianne Weber engagierte sich politisch als Frauenrechtlerin, verfasste nach seinem Tod die erste und jahrzehntelang einzige Biographie ihres Mannes und gab einige seiner wichtigen Werke postum heraus.

## Leben
Max Weber war ein selbstbewusstes Mitglied der bürgerlichen Klasse. In seiner Freiburger Antrittsrede 1895 stellte er sich seinen Zuhörern wie folgt vor: „Ich bin ein Mitglied der bürgerlichen Klassen, fühle mich als solches und bin erzogen in ihren Anschauungen und Idealen“. Das war er nach Jürgen Kaube im Hinblick auf „Besitz, politischer Stellung, Gelehrtentum, Bildung und Lebensstil“. Wolfgang J. Mommsen bezeichnete ihn als „klassenbewußten Bourgeois“ und den „bürgerlichen Marx“, der wie kaum jemand anderes mit solcher Konsequenz bürgerliche Lebensideale verfochten habe „als dieser Nachfahre französischer Hugenotten“. Als Wissenschaftler konnte er sich laut Werner Gephart mit gutem Grund Jurist, Nationalökonom, Historiker, Soziologe und Kunstwissenschaftler nennen.

### Jugendzeit und Studium

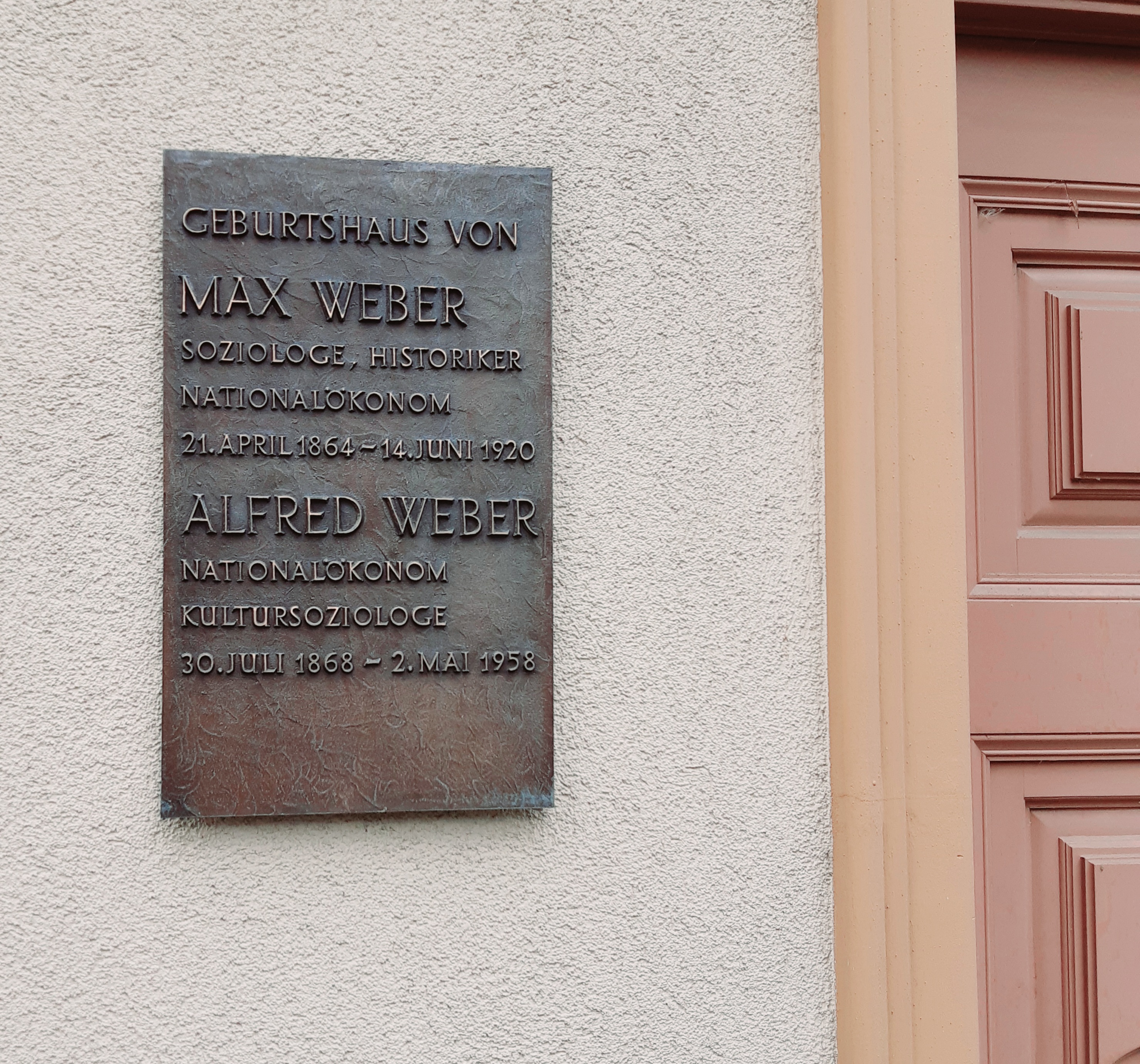
Gedenktafel an Webers Geburtshaus Am Karthäuser Mühlsteg 44, heute Juri-Gagarin-Ring 10 in Erfurt

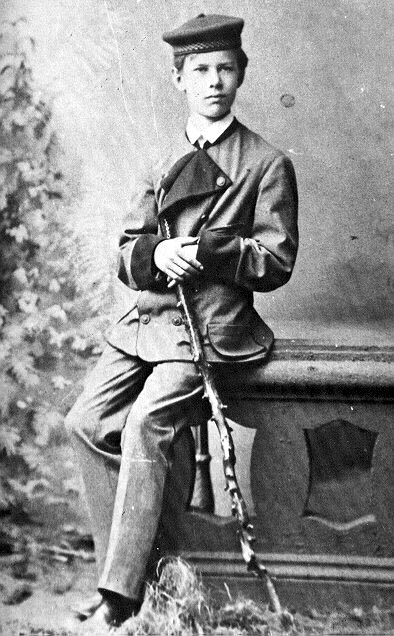
Max Weber (1878)

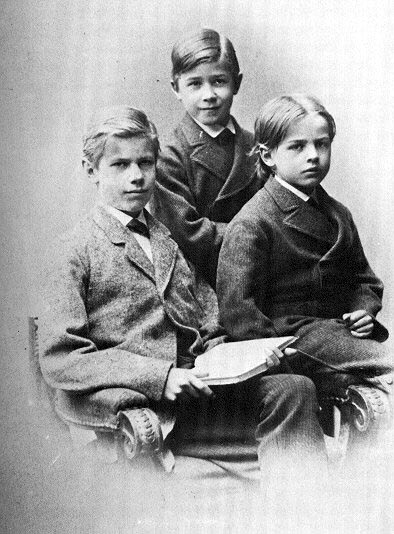
Der 15-jährige Max Weber (links) und seine Brüder Alfred (Mitte) und Karl (rechts) im Jahr 1879

Max Weber wurde am 21. April 1864 in Erfurt als erstes von acht Kindern geboren, von denen sechs (vier Söhne und zwei Töchter) das Erwachsenenalter erreichten. Seine Eltern waren der Jurist und spätere Reichstagsabgeordnete der Nationalliberalen Partei Max Weber sen. (1836–1897) und Helene Weber, geborene Fallenstein (1844–1919), beide Protestanten mit hugenottischen Vorfahren; Helene Fallenstein war eine Enkelin des Kaufmanns Cornelius Carl Souchay. Sein 1868 geborener Bruder Alfred wurde ebenfalls Nationalökonom und Universitätsprofessor im Fach Soziologie, der 1870 geborene Bruder Karl wurde Architekt. Max Weber war über die mütterliche Linie Neffe von Hermann Baumgarten und Vetter von Fritz und Otto Baumgarten; sein Onkel väterlicherseits war der Textilfabrikant Carl David Weber. Über seine Tante mütterlicherseits Henriette Fallenstein (1840–1895) war er ein Neffe von Adolf Hausrath und damit Cousin von August und Hans Hausrath. 
Max Weber wuchs in einer relativ intakten Familie auf, „deren Zusammenhalt sich nicht zuletzt in Streitigkeiten manifestierte“. Er galt als Sorgenkind, das bereits im Alter von zwei Jahren an Meningitis erkrankt war. Das Recht des Erstgeborenen machte er früh geltend und fühlte sich in der Familie als Vermittler von Streitigkeiten zwischen Eltern und Kindern. Die schulischen Anforderungen bewältigte er „mühelos und mit Bravour“. Mit dreizehn las er Werke der Philosophen Arthur Schopenhauer, Baruch de Spinoza und Immanuel Kant, aber auch Belletristik wie Werke von Goethe.
Nach dem Abitur am Königlichen Kaiserin-Augusta-Gymnasium in Charlottenburg studierte Weber von 1882 bis 1886 Jura, Nationalökonomie, Philosophie, Theologie und Geschichte in Heidelberg, Straßburg, Göttingen und Berlin. In seinem Hauptfach Jura war einer seiner Studienschwerpunkte römisches Recht und die für die damalige Juristenausbildung in Deutschland vorgeschriebene Pandektenwissenschaft, eine auf der Sammlung von römischen Rechtstexten systematisierten Rechtswissenschaft, die auch die Grundlage für das 1900 verabschiedete Bürgerliche Gesetzbuch bildete. Nur teilweise war sein Studium von seinem Wehrdienst 1883/1884 als Einjährig-Freiwilliger in Straßburg unterbrochen, wo er die historischen Seminare seines Onkels Hermann Baumgarten besuchen konnte. Die Militärzeit erlebte er anfangs als „stumpfsinnig“ und beendete sie als Reserveoffizier. Während des Straßburger Militärdienstes verbrachte er viel Zeit in der Familie seines Onkels, „ein alter 48-er Liberaler“, der für ihn zu einer Art Ersatzvater und Mentor wurde. Sein studentischer Alltag war einerseits von harter Arbeit, ausgiebiger Lektüre und intellektuellen Kontakten, andererseits vom damaligen Studentenleben zwischen Mensuren und exzessiven Trinkgewohnheiten geprägt. Weber war Mitglied der Studentenverbindung Burschenschaft Allemannia (SK), aus der er per Brief vom 17. Oktober 1918 seinen Austritt erklärte. In seinem Austrittsbrief an den Vorsitzenden der Philisterkommission hob er die Verdienste der Verbindung für die „Pflege der Männlichkeit“ hervor, kritisierte aber die „geistige Inzucht“ und „Beschränkung des persönlichen Verkehrs“ des Verbindungswesens, die ihn zu dieser Entscheidung bewogen habe.
Nach bestandenem Ersten Juristischen Staatsexamen am 15. Mai 1886 am Oberlandesgericht Celle begann Max Weber ein vierjähriges Referendariat in Berlin, das er am 18. Oktober 1890 mit dem Zweiten Juristischen Staatsexamen abschloss. 1886 war er auch aus finanziellen Gründen in sein Berliner Elternhaus zurückgekehrt, wo er bis zu seiner Hochzeit 1893 wohnte. Die Metropole Berlin, in der Weber gut 25 Jahre seines Lebens verbrachte, prägte mit ihren vielfältigen Kommunikationskreisen die bürgerliche Erfahrungswelt des jungen Akademikers.
Noch während des Referendariats wurde Weber mit der Dissertation Die Entwickelung des Solidarhaftprinzips und des Sondervermögens der offenen Handelsgesellschaft aus den Haushalts- und Gewerbegemeinschaften in den italienischen Städten am 1. August 1889 an der Friedrich-Wilhelms-Universität zu Berlin zum Dr. jur. (mit der Note magna cum laude) promoviert. Sein Doktorvater war der Jurist und Handelsrechtler Levin Goldschmidt. Bei der öffentlichen Disputation kam es zur berühmten Intervention von Theodor Mommsen: „Sohn, da hast Du meinen Speer, meinem Arm wird er zu schwer.“ Schon in dieser Erstlingsschrift entdeckt der Rechtshistoriker Gerhard Dilcher „spätere Grundfiguren des Weberschen soziologischen Denkens“, wie „Gemeinschaft“ und „Gesellschaft“ sowie das „Erklärungsparadigma der Rationalisierung“.

### Universitätslaufbahn und politische Positionen

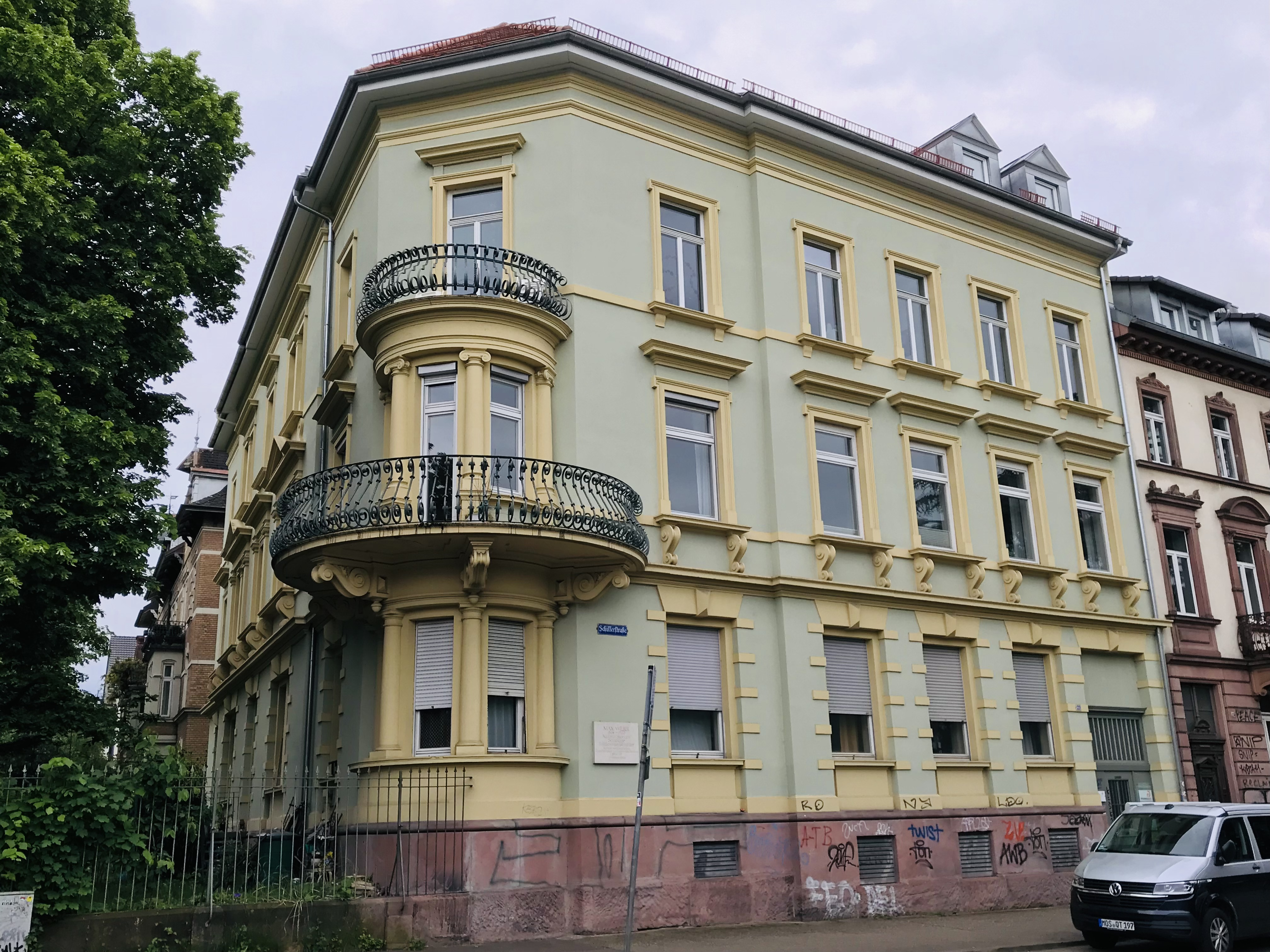
Freiburg-Wiehre, Schillerstraße 22: Webers Wohnhaus während seiner Zeit in Freiburg

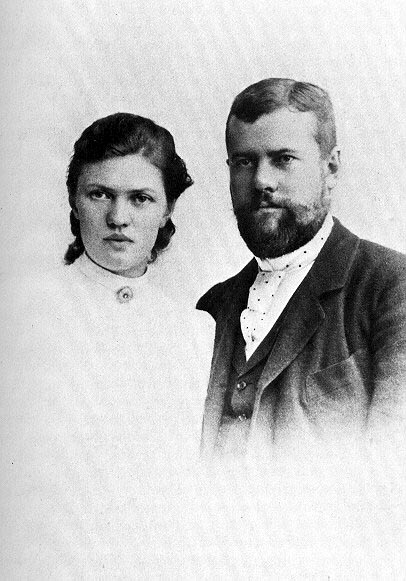
Marianne und Max Weber (1894)

Im Februar 1892 erfolgte die Habilitation für Handelsrecht und Römisches Recht bei August Meitzen in Berlin mit der unmittelbar anschließenden Ernennung zum Privatdozenten. Webers Habilitationsschrift trug den Titel Die römische Agrargeschichte in ihrer Bedeutung für das Staats- und Privatrecht. Nach dieser „glänzenden Juristenkarriere“ wurde er im Oktober 1893, im Alter von 29 Jahren, zum außerordentlichen Professor für Handelsrecht und deutsches Recht an der juristischen Fakultät der Friedrich-Wilhelms-Universität ernannt und weiterhin mit der Vertretung seines erkrankten Lehrers Levin Goldschmidt beauftragt. Im gleichen Jahr heiratete er in Oerlinghausen seine Cousine Marianne Schnitger, die später als Frauenrechtlerin, Schriftstellerin und Politikerin aktiv wurde. Die Ehe blieb kinderlos.
Ebenfalls 1893 wurde Max Weber erstmals in den Ausschuss des Vereins für Socialpolitik kooptiert. Vorangegangen war die große empirische Studie Die Lage der Landarbeiter im ostelbischen Deutschland, die 1892 in der Schriftenreihe des Vereins erschienen war. Dem Verein war Weber bereits 1888 beigetreten und gehörte ihm bis zu seinem Lebensende an. Zusammen mit seinem jüngeren Bruder Alfred, der mit ihm an der Enquete des Vereins über Auslese und Anpassung der Arbeiterschaft der geschlossenen Großindustrie beteiligt war, gehörte er zur jüngeren linksliberalen Generation des Vereins, nicht zur älteren Generation der sogenannten Kathedersozialisten um Gustav Schmoller und Adolph Wagner. In den Debatten des Vereins traten sie beide „eloquent als streitbare Dioskuren“ auf.
Im Jahr 1893 trat Weber in den Alldeutschen Verband ein, der eine nationalistische Politik vertrat. In seiner Freiburger Antrittsvorlesung 1895 versuchte er die Verdrängung der seiner Ansicht nach rassisch höherwertigen deutschen Bevölkerung durch die slawisch-polnische im ostelbischen Preußen zu belegen Weber ging davon aus, dass „das Vordringen der Polen auf Kosten der Deutschen im Osten sich vollzog [...] infolge der größeren Kulturarmut der ersteren, die sich ausdrückte in geringeren Lohnforderungen der polnischen Arbeiter und geringerem Mindestbodenbedarf der polnischen Bauern“.
Als er sich 1899 in der sogenannten „Polenfrage“ mit der Forderung nach Schließung der Grenzen für polnische Wanderarbeiter nicht durchsetzen konnte, verließ er den Alldeutschen Verband. In seinem Austrittsschreiben vom 22. April 1899 gibt Max Weber ausdrücklich die Polenfrage als Grund seines Austritts an und beschwert sich, dass der Alldeutsche Verband den völligen Ausschluss der Polen nicht mit der gleichen Vehemenz gefordert habe, mit der er sich für die Ausweisung der Tschechen und Dänen eingesetzt hatte. Insofern scheiterte er daran, dass im Alldeutschen Verband die bäuerlichen Mitglieder, die die Überwindung des Landarbeitermangels in den Vordergrund stellten, ihre Interessen zunächst durchsetzen konnten, auch wenn der Verband später offen rassistische Positionen vertrat.
Bereits 1894 war Max Weber auf einen Lehrstuhl für Nationalökonomie an die Albert-Ludwigs-Universität Freiburg berufen worden. Dort hielt er am 13. Mai 1895 die akademische Antrittsrede Der Nationalstaat und die Volkswirtschaftspolitik, die im selben Jahr veröffentlicht wurde. 1896 erhielt er den Ruf als Nachfolger seines akademischen Lehrers Karl Knies, eines der renommiertesten Wirtschaftswissenschaftler, auf den Lehrstuhl für Nationalökonomie und Finanzwissenschaften an der Ruprecht-Karls-Universität Heidelberg. Im Sommersemester 1897 nahm er die Lehre in Heidelberg auf. Beim Besuch seiner Mutter im Juni 1897 kam es zum Eklat mit dem Vater, der mitgereist war, weil er seine Frau nicht allein reisen ließ. Im Beisein der Mutter und Mariannes entlud der Sohn seinen lange aufgestauten Grimm über das autoritär-patriarchalische Verhalten des Vaters gegenüber der Mutter und erklärte, dass er mit dem Vater nichts mehr zu tun haben wolle. „Ein Sohn hält Gerichtstag über den Vater“, resümierte Marianne Weber die Auseinandersetzung. Nur wenige Wochen später starb der Vater, ohne dass es zu einer Versöhnung gekommen war.
In den 1890er Jahren war Max Weber Teilnehmer mehrerer Tagungen des Evangelisch-sozialen Kongresses und unterstützte Friedrich Naumann und den von ihm gegründeten Nationalsozialen Verein, dem er 1896 als Mitglied beigetreten war.

### Aufgabe der Lehrtätigkeit und wissenschaftlichen Arbeit

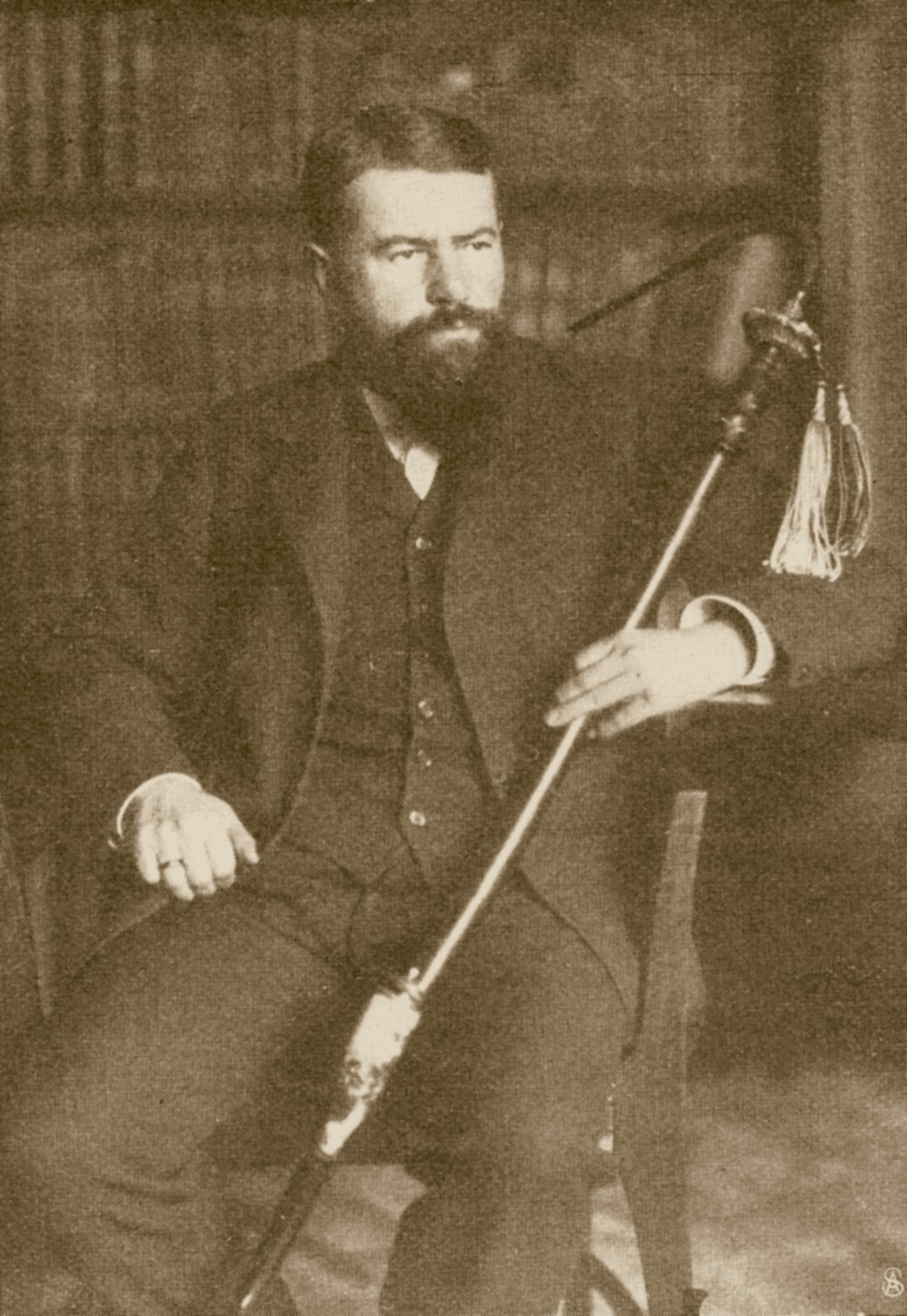
Max Weber, etwa 1907

Seine Lehrtätigkeit musste Weber 1898 wegen eines Nervenleidens einschränken, das der in Heidelberg lehrende Psychiater Emil Kraepelin als „Neurasthenie aus jahrelanger Überarbeitung“ diagnostiziert hatte. Zwischen 1898 und 1900 verbrachte er mehrere Monate in Heilstätten, doch blieben die Kuren ohne Erfolg. Seit 1900 unterrichtete er nicht mehr, 1903 gab er die Professur ganz auf. Bis 1918 lebte er als Privatgelehrter von den Zinserträgen des familiären Vermögens.
Erst mit der Begründung des Archivs für Sozialwissenschaft und Sozialpolitik, dessen Redaktion er 1904 zusammen mit Edgar Jaffé und Werner Sombart übernahm, begann für ihn eine neue Tätigkeit, mit der er seine publizistische Arbeit mit großen Abhandlungen wieder aufnahm. Gleich in den ersten Heften erschienen Die „Objektivität“ sozialwissenschaftlicher und sozialpolitischer Erkenntnis (1904) und Die protestantische Ethik und der Geist des Kapitalismus (1904 und 1905).
Zuvor hatte er im Herbst 1904 mit seiner Frau eine dreimonatige Reise in die USA unternommen, wo er protestantische Gemeinden, die Schlachthöfe von Chicago, Indianerschulen und das Tuskegee Institute besuchte und an Landauktionen und Gottesdiensten teilnahm. Auch traf er den von ihm sehr geschätzten schwarzen Wissenschaftler W. E. B. Du Bois, den er bereits in Berlin kennengelernt hatte. Kaum einen Aspekt der amerikanischen Gesellschaft ließ er unbesichtigt. Die Eindrücke führten bei Weber zu einer zunehmenden Ablehnung rassisch orientierter Erklärungsmuster für historische und gesellschaftliche Zusammenhänge. Sechs Jahre später erinnerte sich Weber öffentlich an die Begegnung mit dem „Gentleman“ Du Bois, um auf dem Frankfurter Soziologentag 1910 Ideologen des Rassebegriffs zu widersprechen. Darin spiegelt sich auch Webers Abwendung von den Werten einer rassisch definierten deutschen Nation hin zur europäisch-amerikanischen Kultur mit ihrem Prinzip der rationalen Lebensführung, an deren Siegeszug er seit seinen Protestantismusstudien glaubte, deren soziale und menschliche Kosten er aber nicht ignorierte, sondern in verschiedenen Werken immer wieder benannte („Versachlichung“, „Disziplinierung“, „Entzauberung“, „Säkularisierung“, „Entmenschlichung“ usw.).
Seit 1909 widmete sich Weber intensiv der Konzeption eines großangelegten neuen Handbuchs, des Grundriß der Sozialökonomik. Als sein eigener Beitrag dazu erschien 1922 postum Wirtschaft und Gesellschaft. 1909 gründete er zusammen mit Rudolf Goldscheid sowie Ferdinand Tönnies, Georg Simmel und Werner Sombart die Deutsche Gesellschaft für Soziologie (DGS), deren erster Präsident Ferdinand Tönnies wurde. Im Gegensatz zum Verein für Socialpolitik, der in die soziale Wirklichkeit eingreifen wollte, war mit der Neugründung eine entschiedene Hinwendung zu theoretischen Fragestellungen beabsichtigt. Marianne Weber vermerkte zur Gründung der Gesellschaft: „Die Soziologie war noch keine Spezialwissenschaft, sondern auf ein Ganzes der Erkenntnis gerichtet, deshalb mit fast allen Wissenschaften in Fühlung.“ Weber bezeichnete sich von da an endgültig als Soziologe. Doch die erbitterten Debatten über das Wertfreiheitspostulat auf den Soziologentagen 1910 und 1912 führten zu Enttäuschung und Resignation und seinem Ausscheiden aus der Gesellschaft.
Von großer Bedeutung für die Gestaltung Max Webers sozialen Umfeldes war der sogenannte „Sonntagskreis“ (Marianne Weber), ein Gesprächszirkel, der nach Webers Umzug nach Heidelberg 1910 in die großelterliche „Fallensteinvilla“ in der Ziegelhäuser Landstraße 17 stattfand. Am sonntäglichen Jour fixe waren Wissenschaftler, Politiker und Intellektuelle aus Heidelberg und von außerhalb beteiligt, unter ihnen: Ernst Troeltsch, Georg Jellinek, Friedrich Naumann, Emil Lask, Karl Jaspers, Friedrich Gundolf, Georg Simmel, Georg Lukács, Ernst Bloch, Gustav Radbruch, Theodor Heuss. Auch gebildete Frauen wie Gertrud Jaspers, Gertrud Simmel, die Frauenrechtlerin Camilla Jellinek und die erste Generation der Heidelberger Studentinnen (unter ihnen Else Jaffé) gehörten zu den regelmäßigen Gästen. Der sogenannte „Mythos von Heidelberg“ wurde nicht zuletzt durch diese Zusammentreffen als ein intellektuelles Zentrum begründet.
Im Frühjahr 1913 und 1914 verbrachte Weber jeweils einen Monat in Ascona am Monte Verità, um zu kuren, abzunehmen und zugleich als Anwalt einer Bekannten (Frieda Gross) in einem komplizierten und über Jahre erstreckenden Prozess beizustehen. Die bunte Welt der Lebensreformer, „Zauberweiber“ und Anarchisten, die sich am Monte Verità versammelten, empfand er als eine „Oase der Reinheit“, und als in „sonderbare Fabelwelten verschlagener Max“ grüßte er von dort seine Frau.
Im Jahre 1909 wurde Max Weber außerordentliches Mitglied der Heidelberger Akademie der Wissenschaften, ab 1918 auswärtiges Mitglied.

### Erster Weltkrieg

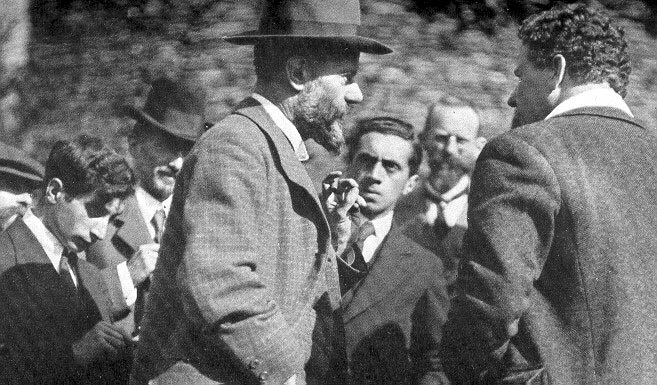
Weber (Mitte, im Profil) 1917 auf der Lauensteiner Tagung, auf dem Bild direkt rechts neben ihm Ernst Toller.

Zu Beginn des Ersten Weltkrieges war Max Weber ein Jahr lang Disziplinaroffizier der Lazarettkommission in Heidelberg. Er teilte die nationale Aufbruchstimmung des Spätsommers 1914 mit vollem Herzen („dieser Krieg ist groß und wunderbar“, schrieb er an Karl Oldenberg und Ferdinand Tönnies). Ende 1915 setzte Webers rege publizistische Tätigkeit ein, vornehmlich für die Frankfurter Zeitung, mit der er sich im weiteren Kriegsverlauf für einen Verständigungsfrieden ohne Annexionen sowie für eine Parlamentarisierung und Demokratisierung des Deutschen Reiches aussprach. 1917 nahm er an zwei Kulturtagungen auf Burg Lauenstein teil, die der Verleger Eugen Diederichs zur geistigen Neuorientierung nach dem Krieg organisiert hatte. Zur Pfingsttagung über „Sinn und Aufgabe unserer Zeit“ (29.–31. Mai 1917) ist sein heftiger Disput mit dem konservativen Publizisten Max Maurenbrecher überliefert. Zur Herbsttagung über das „Führerproblem im Staate und in der Kultur“ (29. September – 3. Oktober) hielt er den Eröffnungsvortrag Die Persönlichkeit und die Lebensordnungen.
Zum Sommersemester 1918 nahm Weber seine Lehrtätigkeit mit der probeweisen Annahme eines Rufes der Wiener Universität auf den Lehrstuhl für Politische Ökonomie wieder auf – „zur Erprobung meiner wiedererlangten Gesundheit“, wie er dem zuständigen Kultusministerium mitteilte. Schon Mitte des Semesters gab er zu erkennen, dass er seine Wiener Lehrtätigkeit auf drei Monate beschränken wollte. Seine Vorlesung trug den Titel Positive Kritik der materialistischen Geschichtsauffassung. Während dieser Zeit hielt er auf Einladung der Feindespropaganda-Abwehrstelle im Rahmen eines „vaterländischen Bildungsprogramms“ im Juni des letzten Kriegsjahres vor k.u.k.-Offizieren einen Vortrag über den Sozialismus. Im Mai 1918 erschien Parlament und Regierung im neugeordneten Deutschland, eine politische „Streitschrift akademischen Charakters und Tonfalls“ als zeitdiagnostische Anwendung seiner politischen Soziologie.

### Nach Kriegsende
Nach Kriegsende gehörte Weber zum Gründungskreis der links-liberalen Deutschen Demokratischen Partei (DDP), für die er zur Verfassunggebenden Nationalversammlung kandidieren wollte. Im Dezember 1918 war er sachverständiger Berater bei den Verfassungsberatungen im Reichsamt des Innern unter Leitung von Hugo Preuß und im Mai 1919 bei den Friedensverhandlungen von Versailles unter Leitung von Graf Brockdorff-Rantzau. 
Zum 1. April 1919 wurde er als Nachfolger auf den Münchner Lehrstuhl von Lujo Brentano für die Professur für Gesellschaftswissenschaft, Wirtschaftsgeschichte und Nationalökonomie berufen. Seine Lehrtätigkeit nahm er im Sommersemester wegen der politischen Verpflichtungen erst verspätet auf. Im Wintersemester 1919/1920 hielt er die Vorlesung Abriß der universalen Sozial- und Wirtschaftsgeschichte. Es sollte sein letztes Kolleg sein, das abzuschließen ihm vergönnt war. Im Juli 1919 wurde er zum ordentlichen Mitglied der Historischen Klasse der Bayerischen Akademie der Wissenschaften gewählt. Webers Münchner Vorlesungen wurden als „universitäres Ereignis“ gehandelt; sogar Kollegen, unter ihnen Lujo Brentano und Carl Schmitt, nahmen daran teil. Schmitt nahm auch an Webers „Dozenten-Seminar“ teil, von dem er berichtet, dass er Weber als „Revanchisten“ wahrgenommen habe: „das Radikalste von allem Revanchismus gegenüber Versailles, was ich je erlebt habe.“ 1923 veröffentlichte Schmitt in dem zweibändigen Werk „Erinnerungsgabe für Max Weber“  einen Artikel mit dem Titel „Soziologie des Souveränitätsbegriffs und politische Theologie“. In der Erinnerungsgabe setzt er sich u. a. mit der Rechtssoziologie Max Webers auseinander und stellt fest, dass bisher noch nicht versucht worden sei, das „ungeheure soziologische Material der Schriften Max Webers für die juristische Begriffsbildung zu verwerten“.
Im Juli 1919 wurde Max Weber als Zeuge in den Prozessen gegen den Schriftsteller Ernst Toller und den Nationalökonomen Otto Neurath vernommen, die er beide von den Lauensteiner Kulturtagungen her kannte, und die führend an der Münchner Räterepublik beteiligt gewesen waren. Toller hatte schon in Heidelberg als Student bei Weber gehört. Webers positive Aussagen zur ethischen Grundhaltung der beiden Angeklagten trugen zu ihrer gemäßigten Verurteilung bei. Er attestierte Toller die „absolute Lauterkeit eines radikalen Gesinnungsethikers“.
Auf die nach Kriegsende weiter fortschreitende Radikalisierung der deutschen Rechten, die die Niederlage nicht akzeptieren wollte, reagierte Max Weber mit zunehmendem Befremden. Dabei wirkte sich auch der Umstand aus, dass nationalistische Studentengruppen seine Vorlesung störten. Grund war Webers Haltung im Fall des Anton Graf von Arco auf Valley, des Mörders von Kurt Eisner, dem bayerischen Ministerpräsidenten. Weber verteidigte zwar die „tapfere“ Tat des Grafen, meinte aber, „man hätte ihn erschießen sollen“, damit er und nicht Eisner als Märtyrer in der Erinnerung fortleben würde. Weber verabscheute, Joachim Radkau zufolge, die „Literaten“ an der Spitze der Münchner Räteregierung „aus ganzem Herzen“.

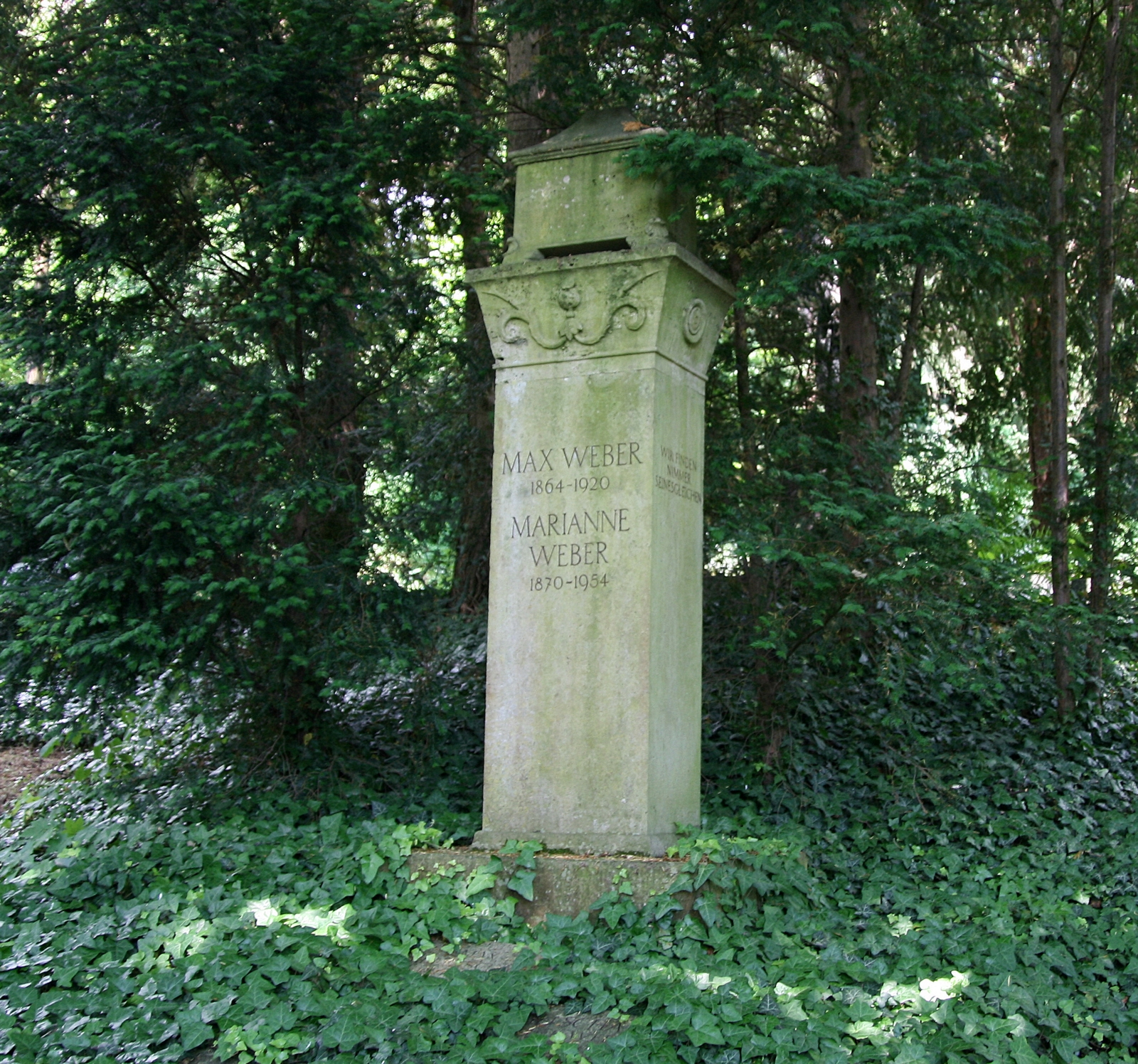
Auf dem Heidelberger Bergfriedhof befindet sich die Grabstätte von Max Weber und seiner Ehefrau Marianne Weber, geschmückt von einer Grabstele, auf der die Lebensdaten des Paares eingemeißelt sind.

### Erkrankung und Tod
Noch Ende Mai 1920 arbeitete Weber intensiv an den Korrekturen zu den Gesammelten Aufsätzen zur Religionssoziologie. Nachdem er schon längere Zeit mit gesundheitlichen Problemen zu kämpfen hatte, erkrankte er Anfang Juni an einer Lungenentzündung, möglicherweise ausgelöst durch die Spanische Grippe, und musste die gerade begonnenen Vorlesungen über Staatssoziologie und Sozialismus absagen. Er starb an deren Folgen am 14. Juni 1920 in München-Schwabing, Seestraße 3c (heute 16). Die Trauerfeier, bei der Marianne Weber eine Trauerrede hielt, fand auf dem Münchner Ostfriedhof statt, die spätere Urnenbeisetzung auf dem Heidelberger Bergfriedhof unter Teilnahme von etwa tausend Menschen. Die Grabstätte von Weber und seiner Frau befindet sich in der Abteilung E. Zum Tod von Weber wurden in verschiedenen Organen eine große Anzahl an geradezu hymnischen Nachrufen veröffentlicht, die der eindrucksvollen Persönlichkeit, dem patriotischen Deutschen und dem großen Intellektuellen nachtrauerten.
Sein Bruder Alfred, der mit dem älteren Bruder lebenslang gerungen hatte, überlebte ihn um 38 Jahre; wie er war er ein überzeugter Liberaler und Vertreter der Kultursoziologie, doch ihrer beider wissenschaftlichen Wege konnten kaum unterschiedlicher sein – der eine (Max) methodisch streng an einem asketischen und aufklärerischen Rationalismus orientiert, der andere (Alfred) für eine vitalistisch fundierte Kultursoziologie mit dem Verlangen nach Ganzheit und erschauter Synthese streitend. Schon in ihrer Jugendzeit hatte Weber 1887 seinem jüngeren Bruder einen Hang zur „künstlerischen und poetischen“ Verklärung seiner Doktrinen bescheinigt, während er aus den gleichen Philosophemen mit „schauderhafter Nüchternheit“ seine Konsequenzen bezog.

## Politiker
Weber hatte nie ein politisches Amt inne. Gleichwohl engagierte er sich in politischen Organisationen wie dem Alldeutschen Verband und in den von Friedrich Naumann gegründeten liberalen Parteien (Nationalsozialer Verein, Deutsche Demokratische Partei). Mit seinen politischen Essays und Reden suchte Weber die politisch Verantwortlichen wie die öffentliche Meinung im späten Kaiserreich, im Ersten Weltkrieg und in der revolutionären Gründungsphase der Weimarer Republik zu beeinflussen. In einem Brief an Mina Tobler gestand er, dass Politik seine „alte, ‚heimliche Liebe‘“ sei. In dieser Hinsicht befand der jüngere Philosoph und ehemals an Webers Heidelberger Gesprächskreis beteiligte Karl Jaspers: „Sein Denken war die Wirklichkeit eines in jeder Faser politischen Menschen, war ein dem geschichtlichen Augenblick dienender politischer Wirkungswille“.
Mit Wahlkampfreden, journalistischen Aufsätzen in der Tagespresse (unter anderem der Frankfurter Zeitung) und Vorträgen auf sozialpolitischen und evangelischen Kongressen nahm Weber als selbstbewusstes Mitglied der bürgerlichen Klasse Stellung zu wichtigen politischen Streitfragen seiner Epoche. Wolfgang Mommsen hat in seinem Buch Max Weber und die deutsche Politik 1890–1920 dessen Wirken, Reden und Schriften als Politiker ausführlich nachverfolgt, aufgezeichnet und kritisch kommentiert. Bezugnehmend auf die Freiburger Antrittsrede 1895 folgert Mommsen, dass der „nationale Machtstaat“ Webers politisches Ideal gewesen sei. Die Rede diente als Initialzündung für das Entstehen eines liberalen Imperialismus im wilhelminischen Deutschland, und erst die liberalen Imperialisten machten in Deutschland den Imperialismus „gesellschaftsfähig“. Als „entschiedener Anhänger imperialistischer Ideale“ verteidigte er die expansive Flottenpolitik und befürwortete eine überseeische Kolonialpolitik.
Die Ethik der Bergpredigt hielt er nicht nur für unvereinbar mit politischem Handeln, sondern auch für eine „Ethik der Würdelosigkeit“. Vereint mit Nietzsche in der Ablehnung der christlichen Ethik, stellt er dieser „das Evangelium des Kampfes […] als einer Pflicht der Nation […], des einzigen Weges zur Größe“, entgegen. In seiner Rede Politik als Beruf postulierte er: „[...] man hat zu wählen zwischen der religiösen Würde, die diese Ethik bringt, und der Manneswürde, die etwas ganz anderes predigt: ‚Widerstehe dem Uebel, – sonst bist du für seine Uebergewalt mitverantwortlich‘.“ Dass eine Nation „vor allem Macht“ wollen müsse, empfand Weber als eine geschichtliche Notwendigkeit. Insbesondere vom deutschen Bürgertum, das beim Übergang von der feudalen Agrargesellschaft zur kapitalistischen Industriegesellschaft ins Zentrum des gesellschaftlichen Lebens gedrängt worden sei, sah er „die Zukunft Deutschlands als eines machtvollen Staates“ abhängig.

### Im Kaiserreich und während des Ersten Weltkrieges
Während des Kaiserreichs war Weber 1893 dem nationalistischen Alldeutschen Verband beigetreten, dem er bis 1899 angehörte. Er sympathisierte mit dessen Bestreben, eine „aktive imperialistische Weltpolitik“ zu propagieren. In mehreren Ortsgruppen des Verbands hielt er Vorträge über die „Polenfrage“. Mit Vorbehalten trat er 1896 in den von Friedrich Naumann gegründeten Nationalsozialen Verein ein, eine politische Partei, die nationalistische, sozialreformerische und liberale Ziele verfolgte; 1903 fusionierte der Verein mit der Freisinnigen Vereinigung. Weber unterstützte Naumann, wo immer er konnte. Von dem Verein forderte er eine „konsequent bürgerliche Politik, den industriellen Fortschritt und den nationalen Machtstaat bejahende Ausrichtung“. Scharf ging er mit der „feudalen Reaktion“ ins Gericht („Ich gelte als ‚Feind der Junker‘“, bekannte er in einem Brief an den Vorsitzenden des Alldeutschen Verbands). Mit Naumann schwebte ihm – nach englischem Vorbild – ein politisches Bündnis des Bürgertums mit den aufsteigenden Schichten der Arbeiterklasse vor.
Äußerst kritisch betrachtete er Otto von Bismarcks Rolle in der deutschen Innen- und Außenpolitik. Als „entschiedener Anhänger imperialistischer Ideale“ erstrebte Weber weltpolitische Gleichberechtigung und ein angemessenes Kolonialreich. Bismarck habe die Möglichkeiten einer überseeischen Kolonialpolitik weitgehend übergangen und Deutschland in die fatale Lage gebracht, „die letzte in der Schlange der nach Kolonien strebenden Weltmächte zu sein“. In der 1918 erschienenen Schrift Parlament und Regierung im neugeordneten Deutschland rechnet er rigoros mit Bismarcks Erbe ab. Seine „cäsarische Herrschaft“ habe das Aufkommen politischer Führernaturen im Keim erstickt. Er habe die „politische Nichtigkeit des Parlaments und der Parteipolitiker […] gewollt und absichtsvoll herbeigeführt“. Sein Abgang habe ein Machtvakuum hinterlassen, das durch einen „theatralischen Kaiser“ und die preußische Beamtenschaft gefüllt wurde. Am Beispiel des britischen Premierministers William Ewart Gladstone wünschte er sich für die deutsche Politik ebenfalls eine „Führerdemokratie mit Maschine“ herbei, das heißt mit jener „lebenden Maschine, welche die bürokratische Organisation mit ihrer Spezialisierung der geschulten Facharbeit, ihrer Abgrenzung der Kompetenzen, ihren Reglements und hierarchisch abgestuften Gehorsamsverhältnissen darstellt“.
Während des Krieges stand Webers publizistische Tätigkeit unter dem „selbstgewählten Primat des deutschen nationalen Interesses“; so war er zwar anfänglich keineswegs prinzipiell gegen Annexionen, jedoch gegen die maßlosen Kriegszielprogramme der Rechten. In einer in der Frankfurter Zeitung im Sommer 1916 veröffentlichten Zuschrift wandte er sich gegen die „Quertreibereien einer kleinen Klique“ gegen den gemäßigten Reichskanzler Theobald von Bethmann Hollweg mit den Worten: „[...] dass dieser Krieg nicht um abenteuerlicher Ziele willen geführt wird, sondern nur, weil und nur solange er für unsere Existenz notwendig ist“.

### Während der Novemberrevolution und in der Weimarer Republik
Für Wolfgang Mommsen zählten die Jahre 1918 bis 1920 zu Webers „intensivsten unmittelbaren Engagement in der Tagespolitik“; doch zu einer von ihm „sehnlich erhofften amtlichen Verwendung“ bei der politischen Neuordnung Deutschlands ist es nicht gekommen.
Mommsen zufolge hatte Weber die Revolution kommen sehen und war darauf vorbereitet, dennoch erbitterte ihn der Ausbruch und er nahm trotz der Einsicht in die Zwangsläufigkeit des Geschehens „gesinnungspolitisch in maßlos scharfer Form dagegen Stellung“. So polemisierte er im Januar 1919 in einer Rede in Karlsruhe wie folgt: „Liebknecht gehört ins Irrenhaus und Rosa Luxemburg in den Zoologischen Garten“. Die wenige Tage später erfolgte Ermordung Liebknechts und Luxemburgs missbilligte er nach Marianne Webers Zeugnis mit den Worten: „Die Diktatur der Straße hat ein Ende gefunden, wie ich es nicht gewünscht habe. Liebknecht war zweifellos ein ehrlicher Mann. Er hat die Straße zum Kampf aufgerufen – die Straße hat ihn erschlagen“. Dass er andererseits „den zahlreichen, ökonomisch geschulten Mitgliedern der Sozialdemokratie, ohne Unterschied ob Mehrheits- oder unabhängige Sozialisten, bis zur Ununterscheidbarkeit“ nahestand, hatte er in einem Vortrag im Dezember 1918 öffentlich bekundet. Seine diversen Stellungnahmen zum Sozialismus blieben von einer Ambivalenz gekennzeichnet: Einerseits erwartete (und befürchtete) er von ihm die Fortführung, wenn nicht Beschleunigung der seine Zeit beherrschenden Tendenzen zur Spezialisierung und Bürokratisierung des politischen und wirtschaftlichen Betriebs, andererseits erhoffte er von den Sozialisten, dass sie diese Entwicklung umkehrten.
Als Mitglied des Preußischen Verfassungsausschusses, der vom 9. bis 12. Dezember 1918 in Berlin tagte, wirkte er am Entwurf der künftigen Weimarer Verfassung mit. Er wurde zur Teilnahme an der Versailler Friedensdelegation als Sachverständiger für die Kriegsschuldfrage eingeladen. Öffentliche Schuldbekenntnisse hielt er für „schlechthin würdelos und politisch verhängnisvoll“. Einen Tag vor Beginn der Friedenskonferenz veröffentlichte die Frankfurter Zeitung am 17. Januar 1919 von ihm den Artikel Zum Thema der „Kriegsschuld“, in dem er dem zaristischen Russland die Hauptschuld am Ersten Weltkrieg zuwies. An seine Frau schrieb er aus Versailles: „Jedenfalls mache ich bei der Schuld-Note nicht mit, wenn da Würdelosigkeiten beabsichtigt oder zugelassen werden“. Seiner Schwester Klara Mommsen schrieb er „Der Politiker muss Kompromisse machen […] – der Gelehrte darf sie nicht decken“.
Der 1918 von Friedrich Naumann mitgegründeten linksliberalen Deutschen Demokratischen Partei (DDP) trat Weber auf Drängen von Naumann und Alfred Weber bei und hielt für sie in großem Umfang Wahlkampfreden. Weber trat in nicht weniger als elf Wahlveranstaltungen als Hauptredner auf. Dabei trat er für eine politische Zusammenarbeit mit der Sozialdemokratie ein. Zeitweilig gehörte er dem Vorstand der DDP an. Von ihrer Frankfurter Untergliederung wurde er als Kandidat für die Nationalversammlung vorgeschlagen; der Vorschlag scheiterte indessen an parteiinternen Widerständen. Als die Partei ihn als Vertreter in die damals gebildete Sozialisierungskommission entsenden wollte, lehnte er, als Gegner der Sozialisierungspläne, das Angebot ab. Mit der Übernahme des Lehrstuhls von Lujo Brentano in München beendete er seine parteipolitische Tätigkeit.

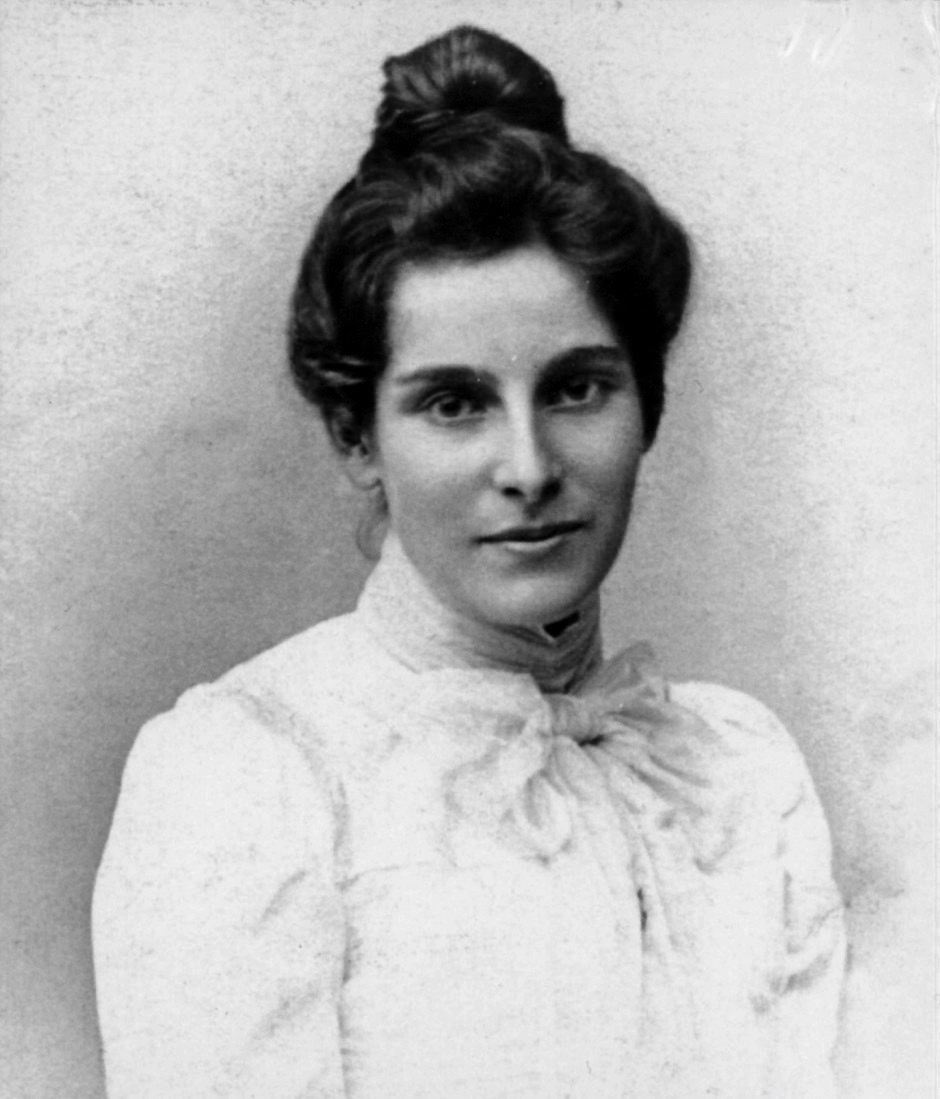
Else Jaffé geb. von Richthofen (1902)

## Frauen
In ihrer biographischen Einleitung zum Max Weber-Handbuch skizzieren die Herausgeber Hans-Peter Müller und Steffen Sigmund vier Frauen, die für Webers Entwicklung maßgeblich waren: 1. seine Mutter, die er „als Heilige verehrt und geliebt“ habe, 2. seine Frau Marianne, mit der er eine „lebenslange unverbrüchliche Beziehung auf der Basis einer Gefährtenschaft einging“, 3. die Schweizer Pianistin Mina Tobler, zu der er sich erotisch sinnlich hingezogen fühlte, 4. Else Richthofen-Jaffé, mit der er 1917 ein leidenschaftliches Verhältnis begann, das in der berühmten Zwischenbemerkung zu den Gesammelten Aufsätzen zur Religionssoziologie in Form einer geradezu hymnischen Eloge auf die körperliche Liebe ihren Niederschlag fand. Den drei Letztgenannten widmete er jeweils einen der drei Bände zur Religionssoziologie. Die Publikation Wirtschaft und Gesellschaft sollte nach seinem Willen die Widmung tragen: „Dem Andenken meiner Mutter Helene Weber, geb. Fallenstein 1844–1919“.

## Werk
Nach eigenem Bekunden stand Webers wissenschaftliche Arbeit unter den Herausforderungen, die von den Schriften von Karl Marx und Friedrich Nietzsche ausgingen:

„Die Redlichkeit eines heutigen Gelehrten, und vor allem eines heutigen Philosophen, kann man daran messen, wie er sich zu Nietzsche und Marx stellt. Wer nicht zugibt, daß er gewaltigste Teile seiner eigenen Arbeit nicht leisten könnte, ohne die Arbeit, die diese beiden getan haben, beschwindelt sich selbst und andere. Die Welt, in der wir selber geistig existieren, ist weitgehend eine von Marx und Nietzsche geprägte Welt.“

Bedeutsam für Weber war, wie von Marianne Weber zu erfahren ist, dass beide Denker, obwohl Gegenpole, in einem doch darin übereinstimmten: in dem Bestreben, die aus dem vielfältigen und widerspruchsvollen Gemisch „christlicher Kultur“ stammenden Wertungen aufzulösen.
Die Einflüsse von Nietzsche und Marx auf das Werk Webers sind zwar schwer fassbar, weil Weber selten Quellenhinweise zu ihnen gab, aber dennoch erheblich. Der Philosoph Wilhelm Hennis befand, dass „Nietzsches Genius im Werk Max Webers“ (so der Titel seines Aufsatzes) essentielle Spuren hinterlassen habe. Als elementare Berührungspunkte identifizierte er zum einen Webers Akzeptanz von Nietzsches Nihilismus-Diagnose („Gott ist tot“), aus der er die radikalsten wissenschaftlichen Konsequenzen gezogen habe, und zum anderen dessen Übernahme von Nietzsches Stilisierung des Christentums auf die Liebes- und Brüderlichkeitsreligion der Bergpredigt, die er im Widerspruch zu seinem Verständnis vom Leben als Kampf und als Wille zur Macht verstand. – Mit Marx teilte Weber als gemeinsames Forschungsgebiet „die ‚kapitalistische‘ Verfassung der modernen Wirtschaft und Gesellschaft“ und verarbeitete dabei, wie er, „ungeheure wissenschaftliche Stoffmassen“. Den Unterschied in der Interpretation des Kapitalismus sieht Karl Löwith darin, dass Weber ihn unter dem Gesichtspunkt einer universellen und unentrinnbaren Rationalisierung analysierte, Marx dagegen unter dem Gesichtspunkt einer universellen, aber umwälzbaren Selbstentfremdung. Nach Marianne Webers Aussage zollte Weber „Karl Marx' genialen Konstruktionen hohe Bewunderung“. So erklärte er Marx zum „weitaus wichtigsten Fall idealtypischer Konstruktionen“, seine „‚Gesetze‘ und Entwicklungskonstruktionen“ seien von einzigartiger heuristischer Bedeutung. In einem Vortrag über den Sozialismus vor k.u.k.-Offizieren im letzten Kriegsjahr 1918 nannte er das Kommunistische Manifest eine „wissenschaftliche Leistung ersten Ranges“, ein „prophetisches Dokument“, das „für die Wissenschaft sehr befruchtende Folgen gebracht hat“. Er übernahm von ihm (wie von anderen Autoren, deren Werke ihn beeindruckten) bestimmte Teile und Begriffe, die er für seine Zwecke bearbeitete, wie zum Beispiel den Begriff der Klasse. In anderer Hinsicht wird Weber als Antipode zu Marx wahrgenommen. Er kritisierte die materialistische Geschichtsauffassung aufs entschiedenste, da er grundsätzlich „jede Art von eindeutiger Deduktion“ an Stelle konkreter historischer Analyse ablehnte.

### Universales Gesamtwerk

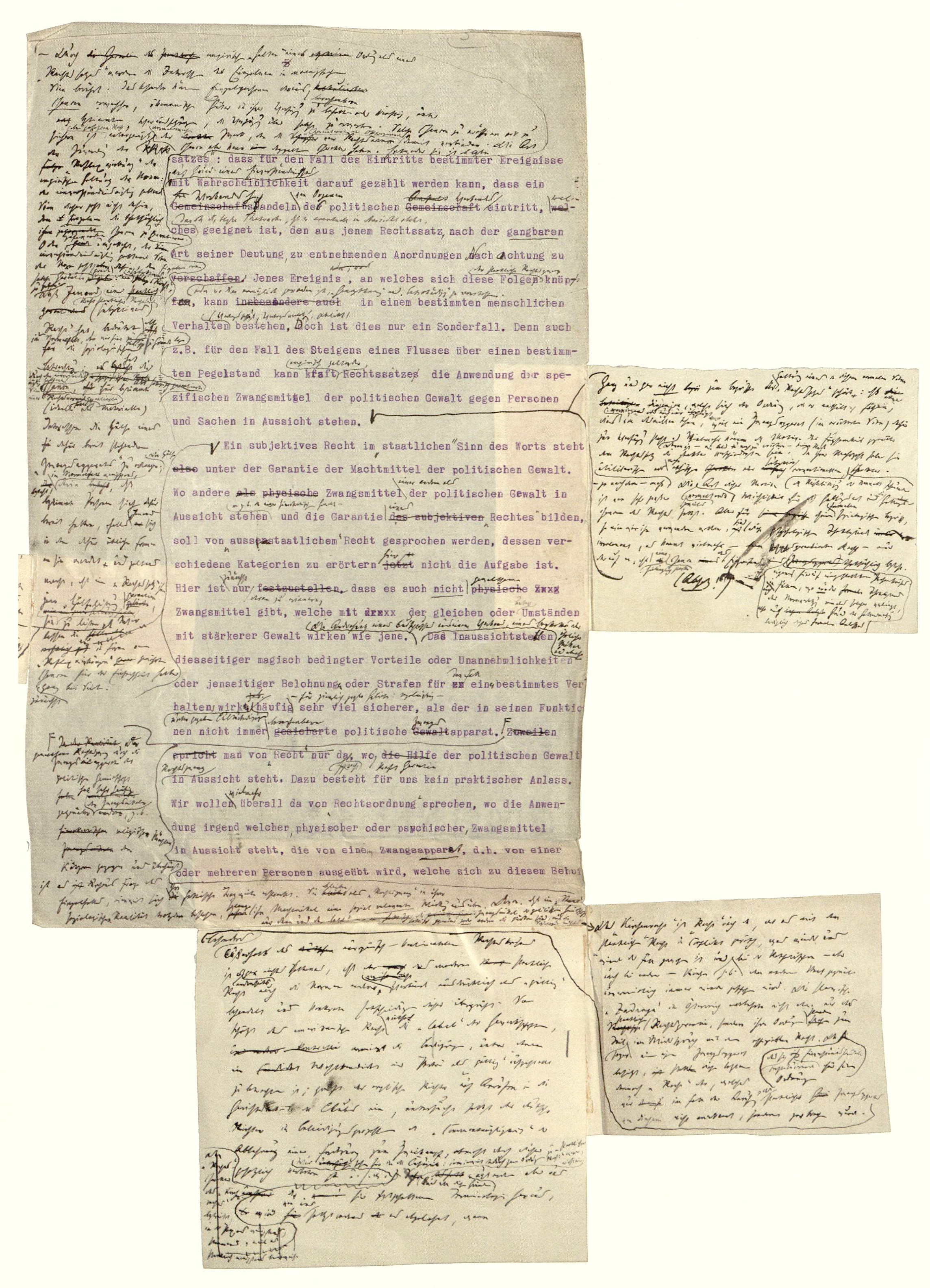
Eine Manuskriptseite aus der Rechtssoziologie innerhalb von Wirtschaft und Gesellschaft

Max Weber ist der jüngste der drei Gründerväter der deutschen Soziologie (neben Tönnies und Simmel). Er wird als Begründer der Herrschaftssoziologie und neben Émile Durkheim als Begründer der Religionssoziologie betrachtet. Neben Karl Marx zählt er zu den bedeutenden Klassikern der Wirtschaftssoziologie. Für zahlreiche andere Teilgebiete der Soziologie, etwa die Rechts-, Organisations- und Musiksoziologie gab Weber ebenfalls wesentliche Anregungen. Obwohl er als habilitierter Jurist später in Forschung und Lehre zur Nationalökonomie und schließlich zur Verstehenden Soziologie als Kulturwissenschaft mit universalgeschichtlichem Anspruch wechselte, blieb sein Werk von der Jurisprudenz, insbesondere der Staatsrechtslehre stark geprägt. Neben seinen materialen historischen Analysen trug er Wesentliches zur Methodologie und Theorie einer modernen Geschichtswissenschaft bei. In seinem Vortrag Wissenschaft als Beruf nennt er als die ihm „nächstliegenden Disziplinen“: Soziologie, Geschichte, Nationalökonomie und Staatslehre und jene Arten von Kulturphilosophie, welche sich ihre Deutung zur Aufgabe machen. Für Wolfgang Schluchter besitzt das Werk Max Webers fragmentarischen Charakter, dennoch seien seine Texte aus der Einheit eines Leitmotivs entwickelt worden: der Besonderheit des okzidentalen Rationalismus mit der Konsequenz der „Entzauberung der Welt“ durch Berechenbarkeit. Thomas Schwinn verweist auf ein „dreigliedriges Forschungsprogramm“ Webers: Methodologie, Theorie, historisch-materiale Analyse.
Zu seinen bekanntesten und den weltweit verbreitetsten Werken der Soziologie zählt die 1904 und 1905 unter dem Titel Die protestantische Ethik und der Geist des Kapitalismus veröffentlichte Abhandlung sowie sein Monumentalwerk Wirtschaft und Gesellschaft. Die Abhandlung über die „protestantische Ethik“ ist in die Gesammelten Aufsätze zur Religionssoziologie eingegangen, die 1920/21 in drei Bänden erschienen. Wirtschaft und Gesellschaft wurde erst 1921/22 nach seinem Tod von seiner Frau als 3. Abteilung des Grundrisses der Sozialökonomik veröffentlicht und enthält eine umfassende Darstellung seines Begriffs- und Denkhorizontes.
In der Fachliteratur finden sich unterschiedliche Gliederungsvorschläge für das vielseitige und umfangreiche Gesamtwerk. Raymond Aron gruppiert es nach vier Kategorien: Wissenschaftslehre, Wirtschaftsgeschichte, Religionssoziologie und Wirtschaft und Gesellschaft. Dirk Kaesler trennt die Darstellung der materialen Analysen von der „Methode“ (d. i. im engeren Sinn die Wissenschaftslehre). Keinen rechten Platz finden in dieser Gliederung zum einen seine beiden berühmten Vorträge (Wissenschaft als Beruf und Politik als Beruf) und zum anderen seine Abhandlung zur Musiksoziologie.

### Wissenschaftslehre
Über den Status der Weberschen Wissenschaftslehre herrscht unter Weber-Experten kein Konsens. Was für das gesamte Webersche Werk charakteristisch ist, Vielschichtigkeit und „schillernde Vielfalt“, gilt auch für diese. Während der Philosoph Dieter Henrich von einer „Einheit der Wissenschaftslehre“ ausgeht, erkennt der Herausgeber mehrerer Weberscher Schriften, Johannes Winckelmann, darin lediglich eine methodologische „Sonntagsreiterei“. Die Methodologie sei „sowenig Voraussetzung fruchtbarer Arbeit wie die Kenntnis der Anatomie Voraussetzung richtigen Gehens“, schrieb Weber in einer seiner methodologischen Arbeiten.
Das Erscheinen eines von Weber seinem Verleger Paul Siebeck avisierten Sammelwerks seiner „methodologisch-logischen Aufsätze“ erlebte er nicht mehr. Erst 1922 brachte Marianne Weber einen diesem Gegenstandsbereich gewidmeten Band mit dem Titel Gesammelte Aufsätze zur Wissenschaftslehre heraus. 1968 erschien eine von Johannes Winckelmann herausgegebene, textkritische und um einige Textteile erweiterte 3. Auflage, die bis zur Veröffentlichung der Bände I/7: Zur Logik und Methodik der Sozialwissenschaften und I/12: Verstehende Soziologie und Werturteilsfreiheit in der Max Weber-Gesamtausgabe als zentrales Referenzwerk für Webers wissenschaftstheoretische Schriften galt.

#### Kulturwissenschaften, Sozialökonomik
Die Verwendung von disziplinübergreifenden Begriffen wie „Kulturwissenschaft“ und „Sozialökonomik“ markieren Webers universales Erkenntnisinteresse. Mit dem Begriff „Kulturwissenschaften“ bezog er sich in gleicher Weise auf die Geschichts- wie auf die Sozialwissenschaften. Mit dem Begriff „Sozialökonomik“ bezeichnet er ein sozialwissenschaftliches Konzept, das Geschichte und Theorie, historische und theoretische Schule der Nationalökonomie mittels der „verstehenden Soziologie“ miteinander verknüpft. Der Begriff „Sozialökonomik“ wird heute auch als Sozialökonomie verwendet. In die relativ junge Sozioökonomie fließen die Werke von Max Weber ebenfalls stark ein.

#### Methodischer Individualismus
Weber gilt als Begründer des methodischen Individualismus in den Sozialwissenschaften. Zwar hatte der Weber-Schüler Joseph Schumpeter den Begriff zuvor für die Nationalökonomie geprägt, aber theoretisch elaboriert wurde er von Weber, der ihn zum Grundprinzip der Soziologie erklärte. In seiner Arbeit Ueber einige Kategorien der verstehenden Soziologie formuliert er: „Begriffe wie ‚Staat‘, ‚Genossenschaft‘ ‚Feudalismus‘ und ähnliche bezeichnen für die Soziologie, allgemein gesagt, Kategorien für bestimmte Arten menschlichen Zusammenhandelns und es ist also ihre Aufgabe, sie auf ‚verständliches‘ Handeln, und das heißt ausnahmslos: auf Handeln der beteiligten Einzelmenschen, zu reduzieren.“ Darin unterscheide sich die Soziologie von der Jurisprudenz, die unter Umständen den Staat als „Rechtspersönlichkeit“ ebenso wie den Einzelmenschen behandle.

#### Begriffsbildung und Idealtypus
Webers Begriffsbildungen werden bis heute vornehmlich in Soziologie und Politikwissenschaft als Grundlage weiterer Forschungen genutzt, beispielsweise seine Definitionen von Macht und Herrschaft oder Charisma. Auch der Idealtypus gehört dazu. Bernhard Quensel hat akribisch nachverfolgt und aufgezeigt, wie Weber für die soziologische Begriffsbildung bewusst auf die Art und Weise juristischer Begrifflichkeit zurückgreift. Von der Jurisprudenz zur Rechtsgeschichte und zur Soziologie fortschreitend, sei er bei jener Begriffsbildung angelangt und übernahm, ausgehend von Carl Mengers Forderung nach Realtypen, den von Georg Jellinek in seiner allgemeinen Staatslehre als „empirischen Typus“ beschriebenen, den Jellinek in demselben Sinn wie nach ihm Weber verwandte. Idealtypus ist ein theoretisches Konstrukt, das bestimmte, für relevant gehaltene Aspekte der sozialen Realität bewusst überzeichnet und in einen Zusammenhang bringt. Er ist stets auf logisch-gedankliche Schlüssigkeit hin angelegt und wird über Beobachtung sozialer Phänomene und Abstraktion auf der Grundlage von allgemeinen Erfahrungsregeln gewonnen. Ziel der idealtypischen Konstruktion sind trennscharfe Begriffe, mit denen empirische Phänomene unter dem Gesichtspunkt ihrer Kulturbedeutung verstanden werden können. Weber spricht sich eindeutig gegen eine normative Betrachtung des Idealtypus aus, die Inbezugsetzung von Wirklichkeit und Idealtypus mit dem Ziel des Vergleichs dürfe nicht mit deren Bewertung verwechselt werden. Nach Dirk Kaesler ist der Idealtypus ein „heuristisches Mittel“ zur Anleitung empirischer Forschung, eine Konstruktion, die der „Systematisierung empirisch-historischer Wirklichkeit“ dient; er ist „keine Hypothese“, sondern will der Hypothesenbildung die Richtung weisen.

#### Postulat der Werturteilsfreiheit
In der Geschichte der Soziologie nimmt der „Werturteilsstreit“ vor dem Ersten Weltkrieg und namentlich zwischen Max Weber und Gustav Schmoller einen prominenten Platz ein, obwohl es sich dabei nicht allein um die Problematik einer bestimmten Disziplin, Soziologie oder Ökonomie, handelt, sondern um Fragen der „Grundbestimmung jedes wissenschaftlichen Erkennens“. Ausschlaggebende Bezugspunkte dieser Kontroverse waren nach Dirk Kaesler Webers Aufsätze Die Objektivität sozialwissenschaftlicher und sozialpolitischer Erkenntnis (1904) und Der Sinn der ‚Wertfreiheit‘ der soziologischen und ökonomischen Wissenschaften (1917) sowie seine Rede Wissenschaft als Beruf. Webers Postulat der Wert(urteils)freiheit ist nach Meinung vieler Autoren nur ein „methodisches Prinzip“, das auf Grundlage der Unterscheidung zwischen Seinsaussagen und Sollensaussagen (deskriptiven und normativen Aussagen) beruht. Die von Weber geforderte Werturteilsfreiheit ist jedoch nicht durch eine ausgearbeitete Theorie der Werte begründet. In seinem Werk selbst findet sich ein bunter Strauß von Wertbegriffen. Seine scharfe Kritik an Werturteilen in der Wissenschaft ist letztlich nicht nur methodologisch begründet, sondern hat einen normativen Fluchtpunkt: Wissenschaft solle „urteilskräftige Persönlichkeiten mit einer methodisch-rationalen Lebensführung begünstigen [...] Diese Auffassung, an der er zeit seines Lebens unbeirrt festhalten sollte, vermag sein Verständnis von Werten, Werturteilen, Wertfreiheit und Wertdiskussion zu erhellen.“

### Sozial- und Wirtschaftsgeschichte
Im Wintersemester 1919/20 hielt Weber an der Universität München die Vorlesung Abriß der universalen Sozial- und Wirtschaftsgeschichte, die nur in Mit- und Nachschriften überliefert ist. Weber versteht die Wirtschaftsgeschichte als einen „Unterbau [...], ohne deren Kenntnis allerdings die fruchtbare Erforschung irgendeines der großen Gebiete der Kultur nicht denkbar ist“. Sie enthält nach Stefan Breuer eine verdichtete Summe von Webers Studien über das Altertum, die Wirtschaftsethik der Weltreligionen, die Entwicklung der Stadt sowie über die Herrschafts- und Rechtssoziologie und über den modernen Kapitalismus.

#### Agrarverfassung
Intensiv befasste sich Weber mit den „Agrarverhältnissen“ und der „Agrarverfassung“ in der Antike und im Mittelalter. Bereits seine frühen Aufsätze – Die römische Agrargeschichte in ihrer Bedeutung für das Staats- und Privatrecht (1891) und Agrarverhältnisse im Altertum (1897, 3. Auflage 1909) – greifen diese Thematik auf. Den inhaltlichen Teil seiner Wirtschaftsgeschichte eröffnet er mit einem umfangreichen Kapitel über Haushalt, Sippe, Dorf und Grundherrschaft (Agrarverfassung). Webers wissenschaftliche Beschäftigung mit der Antike ist seit seinen frühesten Arbeiten für die meisten seiner Schaffensjahre von besonderer Bedeutung.

#### Okzidentaler Rationalismus
Webers zentrales Thema waren die Gründe und Erscheinungen des sich in der westlichen Welt als kulturelle Basis von Wirtschaft und Gesellschaft spätestens mit dem ausgehenden Mittelalter etablierenden „okzidentalen Rationalismus“. Man kann Webers ersten soziologischen Aufsatz, Die sozialen Gründe des Untergangs der antiken Kultur von 1896, als Grundlegung für seine späteren Arbeiten ansehen. Die besondere Entwicklung des Okzidents zeigt sich in einer großen Zahl von gesellschaftlichen Bereichen. Er nennt die Entwicklung der okzidentalen Stadt, das rationale Recht, die rationale Betriebsgestaltung und Verwaltungsorganisation („Bürokratie“), nicht zuletzt auch die „methodische“ Gestaltung des Alltags der Gesellschaftsmitglieder („Lebensführung“). Weber spricht von „Wertsphären“, die jeweils einer Eigendynamik von Rationalitätsstandards und Werten folgen.

#### Rationaler Kapitalismus
Die im 19. Jahrhundert unter den Wirtschafts- und Althistorikern rege geführte Diskussion um den historischen Kapitalismus führte Weber zur Spezifizierung seines Kapitalismusbegriffs. Gegen Marx, der die Sklavenwirtschaft der Antike als wesentlichstes Unterscheidungsmerkmal zur feudal-kapitalistischen Moderne identifizierte, behaupteten Theodor Mommsen und Eduard Meyer eine Kontinuität von der Antike bis in die Moderne; immer habe es sich um Kapitalismus, das heißt Geldwirtschaft und Wettbewerb im Markt, gehandelt, Weber hingegen folgerte, dass die antike Wirtschaft in die politischen Institutionen eingebunden gewesen sei, während in der Neuzeit die politischen Institutionen von der Wirtschaft bestimmt würden. Die Wirtschaft habe sich in der Moderne erst aus der Politik heraus verselbständigt und sei autonom geworden. Sämtliche charakteristischen Institute des modernen Kapitalismus (Rentenbriefe, Schuldverschreibungen, Aktien, Wechsel, Hypotheken, Pfandbriefe) stammen nicht aus dem römischen Recht. England als Stammland des Kapitalismus hat das römische Recht niemals rezipiert.
Dem Soziologen Johannes Berger zufolge habe wahrscheinlich keine „Kulturerscheinung“ Weber mehr fasziniert als der moderne Kapitalismus; er war sein „Lebensthema“. In der Vormerkung zu den Gesammelten Aufsätzen zur Religionssoziologie charakterisiert Weber den Kapitalismus „als schicksalsvollste Macht unseres modernen Lebens“. Am gleichen Ort beschreibt er den „spezifisch modernen okzidentalen Kapitalismus“ auch als „bürgerlichen Betriebskapitalismus“. Wie Berger vermerkt, finden sich an mehreren Stellen des Weberschen Werkes variierende Merkmals-Aufzählungen, aber im Zentrum stehe immer die „moderne kapitalistische Unternehmung“, die „rationale Organisation formell freier Arbeit“. Demnach sind es zwei Bestimmungen, die in der Definition der kapitalistischen Unternehmung zusammenfließen: (1) „Arbeit kraft formal beiderseits freiwilligen Kontraktes“ (Wirtschaft und Gesellschaft § 19), (2) Rationale Organisation vertraglicher Arbeit. Die Arbeit in einer kapitalistischen Unternehmung ist nur formell, aber nicht materiell frei, da die Ausführung der Arbeit dem Kommando des Kapitals untersteht. Wo Weber zwischen Unternehmung und Betrieb unterscheidet (nicht immer geschieht das trennscharf), versteht er den Betrieb „als eine technische Kategorie, die Unternehmung als eine in Kapitalrechnung gebundene“. „Erwerbsbetrieb“ verwendet er „für den Fall des Zusammenfallens der technischen Betriebseinheit mit der Unternehmungseinheit“ beziehungsweise wo „technische und ökonomische (Unternehmungs-)Einheit identisch sind“.

#### Gesellschaftlicher Wandel
Aus universalgeschichtlicher Perspektive erklärt Weber gesellschaftlichen Wandel, der gleichbedeutend ist mit geschichtlichem Wandel, nach einem „bi-polaren Modell“. Demnach beherrschen Interessen das Handeln der Menschen, aber Ideen, die sich zu Weltbildern kristallisieren, fungieren als „Weichensteller“ der Bahnen, in denen sich das Handeln bewegt. Weber unterscheidet dabei materielle und ideelle Interessen, korrespondierend mit seiner in Wirtschaft und Gesellschaft (Erstes Kapitel § 2) definierten Unterscheidung zwischen „zweckrationalem“ und „wertrationalem“ Handeln.

### Reden:Wissenschaft als BerufundPolitik als Beruf
Im November 1917 hielt Weber auf Einladung des Freistudentischen Bundes im Rahmen einer Reihe „Geistige Arbeit als Beruf“ den Vortrag Wissenschaft als Beruf. Hier legte er in völlig freier Rede dar, was die „Wissenschaft“ für die „zunehmende Intellektualisierung und Rationalisierung“ der „okzidentalen Kultur“ gegenüber Religion, Ethik oder Politik zu einer eigenständigen „Wertsphäre“ machte. Neben den mit Leidenschaft gestellten Fragen mache systematische Arbeit und der auf dem Boden harter Arbeit vorbereitete Einfall die wissenschaftliche Tätigkeit aus. Zu ihr befähige nicht nur die notwendige „innere Berufung“, auch eine „strenge Spezialisierung“ werde dem (angehenden) Wissenschaftler abgefordert; in geradezu krasser Weise schilderte Weber das akademische Karrierewesen als ein „Glücksspiel“.
Im Januar 1919 hielt er im selben Rahmen den Vortrag über Politik als Beruf mit der abschließenden, vielzitierten Wendung: „Die Politik bedeutet ein starkes langsames Bohren von harten Brettern mit Leidenschaft und Augenmaß zugleich“ und formulierte damit zwei der drei Grundanforderungen an den Politiker: Leidenschaft im Sinne von Sachlichkeit, Verantwortlichkeit im Interesse des Sachanliegens, „Augenmaß“ als notwendige persönliche Distanz zu Dingen und Menschen. In diesem Vortrag diskutierte Weber überdies das Verhältnis von Gesinnungsethik und Verantwortungsethik.
Wolfgang Schluchter charakterisiert die beiden Reden als „Schlüsseltexte für seine Antworten auf zentrale Fragen der modernen Kultur“, gerichtet an die „akademische und demokratische Jugend“. Sie waren ihm zufolge Reden über „individuelle und politische Selbstbestimmung unter den Bedingungen der modernen Kultur“.

### Soziologie (Wirtschaft und Gesellschaft)
Seit langem gilt Wirtschaft und Gesellschaft in der Zusammenstellung der Manuskripte durch Marianne Weber und Johannes Winckelmann als Webers soziologisches Hauptwerk. Die Herausgeber der Gesamtausgabe haben die ursprünglich in zwei Teile gegliederte Publikation wieder entflochten und den ersten aus vier Kapiteln bestehenden Teil als gesonderten Band (I/23) mit dem Titel Wirtschaft und Gesellschaft. Soziologie. Unvollendet 1919–1920 herausgegeben. Er enthält die Kapitel „I. Soziologische Grundbegriffe“, „II. Soziologische Grundkategorien des Wirtschaftens“, „III. Die Typen der Herrschaft“ und „IV. Stände und Klassen“. Diese Kapitel hat Weber noch kurz vor seinem Tod für den Grundriß der Sozialökonomik in Satz gegeben. Sie enthalten die Kernstruktur seiner Soziologie, wenngleich das vierte Kapitel unvollendet blieb. Die ursprünglich den zweiten Teil bildenden Kapitel bestanden aus Webers Vorkriegsmanuskripten, die Marianne Weber hinzugefügt hatte, wobei sie den ersten Teil als „abstrakte Soziologie“, den zweiten Teil als „konkrete Soziologie“ bezeichnete. Der zweite Teil wurde in der Gesamtausgabe in gesonderten (Teil-)Bänden herausgegeben.

#### Soziales Handeln als soziologische Grundkategorie
Weber beschreibt die Soziologie als „Wissenschaft, welche soziales Handeln deutend verstehen und dadurch in seinem Ablauf und seinen Wirkungen ursächlich erklären will“. Der Begriff des sozialen Handelns markiert in dieser Definition den zentralen (wenngleich nicht einzigen) Tatbestand, welcher für die Soziologie als Wissenschaft konstitutiv ist. Soziales Handeln wird von Weber dadurch definiert, dass es nach dem subjektiven Sinn der Handlung und faktisch, in dessen Ablauf, am Verhalten anderer orientiert ist. Er unterscheidet zudem vier Idealtypen sozialen Handelns, je nach Art der Gründe, die dafür geltend gemacht werden können: zweckrationales, wertrationales, affektuelles und traditionales Handeln. Für die beiden rationalen Handlungstypen gilt, dass die Gründe auch als Ursachen des Handelns aufgefasst werden können. Die Handlungstypen dienen schließlich der empirischen Forschung als kausale Hypothesen und als Kontrastfolien für die Beschreibung tatsächlichen Verhaltens.

#### Vergemeinschaftung und Vergesellschaftung
Die Kategorien Vergemeinschaftung und Vergesellschaftung sind, bei aller Differenz, von Ferdinand Tönnies’ erstmals 1897 erschienener Publikation Gemeinschaft und Gesellschaft beeinflusst, worauf Weber in Wirtschaft und Gesellschaft selbst hinweist. An anderer Stelle spricht er von „Tönnies' dauernd wichtigem Werk“.
Während Tönnies die Begriffe für eine realgeschichtliche Stufenfolge von der mittelalterlichen „organischen Gemeinschaft“ zur modernen „mechanischen Gesellschaft“ verwendet, bezieht Weber die Kategorien hauptsächlich auf das soziale Handeln; so spricht er von „Gemeinschaftshandeln“ bzw. „Vergemeinschaftung“ und von „Gesellschaftshandeln“ bzw. „Vergesellschaftung“, doch ohne diese immer trennscharf auseinanderzuhalten. Deutlich zeigen dies seine Abhandlungen über Gemeinschaften, etwa wenn er formuliert: In der Marktgemeinschaft trete uns „als der Typus alles rationalen Gesellschaftshandelns die Vergesellschaftung durch Tausch auf dem Markt gegenüber“. Weber versteht Gemeinschaft als Synonym für gesellschaftliche Einheiten von Menschen unter jeweils unterschiedlichen Aspekten und differenziert zwischen verschiedenen „Gemeinschaftsarten nach Struktur, Inhalt und Mitteln des Gemeinschaftshandelns“: Hausgemeinschaften (Oikos), ethnischen Gemeinschaften, Marktgemeinschaften, politischen Gemeinschaften und religiösen Gemeinschaften. Intensiv erforscht hat er insbesondere die letzteren. Auf das „Fehlen eines Gesellschaftsbegriffs – im Singular wie im Plural“, hat Hartmann Tyrell hingewiesen; das soziale Ganze sei in der Weberschen Soziologie kein Thema.

#### Herrschaftssoziologie
In Webers letztes Lebensjahrzehnt fällt die Ausarbeitung seiner Herrschaftssoziologie. Er unterscheidet zwischen Macht und Herrschaft. Macht definiert er als „Chance, innerhalb einer sozialen Beziehung den eigenen Willen auch gegen Widerstreben durchzusetzen, gleichviel worauf diese Chance beruht“, und Herrschaft als „die Chance, für einen Befehl bestimmten Inhalts bei angebbaren Personen Gehorsam zu finden“.
Webers Herrschaftssoziologie wurde vornehmlich für das Konstruktionsprinzip des Geltungsgrundes, das heißt das Bestehen einer legitimen Ordnung berühmt. Mit seiner Herrschaftstypologie differenziert er zwischen drei reinen (Ideal-)Typen: traditionale, charismatische und legale Herrschaft. Sie unterscheiden sich nach zwei Kriterien: 1. Legitimitätsgrundlage und 2. Art des Verwaltungsstabes. Die legale Herrschaft beruht auf dem Glauben an die Legalität gesatzter Ordnungen; den Verwaltungsstab bildet die Bürokratie mit ihren Beamten. Die traditionale Herrschaft beruht auf dem Glauben an die Heiligkeit jeher geltender Traditionen; ihr Verwaltungsstab besteht aus der Dienerschaft. Die charismatische Herrschaft basiert auf der „außeralltäglichen Hingabe an die Heiligkeit oder die Heldenkraft oder die Verbindlichkeit einer Person und der durch sie offenbarten oder geschaffenen Ordnungen“; als ihr Verwaltungsstab ist die Gefolgschaft anzusehen.
Staatssoziologische Überlegungen Webers werden zumeist als Teil der Herrschaftssoziologie abgehandelt. Den Staat sieht er als eine neuzeitliche Form politischer Herrschaft. Den soziologischen Handlungsbegriff Staat unterscheidet er vom Rechtsbegriff Staat. Die Juristen verstünden ihn als handelnde Kollektivpersönlichkeit, er als Soziologe verstehe darunter „einen bestimmt gearteten Ablauf tatsächlichen, oder als möglich konstruierten sozialen Handelns Einzelner“. Schulbildend für die Politikwissenschaft wurde Webers Zentrierung des Gewaltmonopols auf den Staat. In Wirtschaft und Gesellschaft definiert er: „Staat soll ein politischer Anstaltsbetrieb heißen, wenn und insoweit sein Verwaltungsstab erfolgreich das Monopol legitimen physischen Zwanges für die Durchführung der Ordnungen in Anspruch nimmt.“ Konsequenzen hatte die Forderung für das Recht gleichwohl, denn mit der von Weber formulierten Zwangstheorie schuf er einen Rechtsbegriff. Mittels der – für industrielle Massengesellschaften entwickelten – Begrifflichkeit, ließen sich gewaltmonopolistischer Anspruch und dessen Vollzug durch Staatskräfte vereinen, soweit der Staat eine allgemein anerkannte Instanz in der Gesellschaft war. Als Keimzelle des Staates sieht er die Bürokratie, auf die der moderne Großstaat „technisch […] schlechthin angewiesen ist“.
Die Bürokratie nimmt in Webers Werk einen zentralen Stellenwert ein. Sie spielt für ihn, nach einem Wort von Talcott Parsons, die gleiche Rolle wie der Klassenkampf für Karl Marx. Jede Herrschaft äußert sich als Verwaltungsapparat. Die bürokratische Verwaltung ist als das rationalste Herrschaftsmittel auch die charakteristische Verwaltungsform der legalen Herrschaft. In der Bürokratisierung erkennt er „das spezifische Mittel, ‚Gemeinschaftshandeln‘ in rational geordnetes ‚Gesellschaftshandeln‘ zu überführen.“ Sie birgt indessen die Gefahr der Verselbständigung: Die Herrschaft mittels eines bürokratischen Verwaltungsstabes kann in eine Herrschaft des Verwaltungsstabes umschlagen. Ihre technische Effizienz mache sie zum Moloch, der in der modernen Staatsanstalt wie im kapitalistischen Unternehmen einen Sog ihrer „Unentrinnbarkeit“ und „Unzerbrechlichkeit“ entstehen ließe, durch den sie sich letztlich – in der vielzitierten Formulierung – zum „stahlharten Gehäuse der Hörigkeit“ verselbständigt.

#### Soziologie der Ungleichheit (Klassen und Stände)
Als „Spielarten sozialer Ungleichheit“ erschließt Hans-Peter Müller das letzte und kürzeste (als unvollendet geltende) Kapitel Stände und Klassen im ersten Teil der ursprünglich zusammengestellten Fassung von Wirtschaft und Gesellschaft. In der sozialen Ungleichheitsforschung habe es nur zwei große Ansätze zur Klassentheorie gegeben: die von Marx und Weber. Trotz mancher Ähnlichkeiten mit dem Marxschen, verwendet Weber ein „pluralistisches Klassenkonzept“. Demnach unterscheidet er zwischen „Besitzklassen“ und „Erwerbsklassen“: nach der Art des zum Erwerb verwertbaren Besitzes einerseits, der auf dem Markt anzubietenden Leistungen andererseits. Er unterteilt die „positiv privilegierten“ Klassenangehörigen somit in „Rentier“ und „Unternehmer“. Zwischen ihnen und den „negativ privilegierten“ Klassen platziert er noch die „Mittelstandsklassen“ (beispielsweise selbständige Bauern und Handwerker), die eine „Pufferrolle“ einnehmen und dadurch die konfliktuelle Gesellschaftsdynamik (von der Revolution zur Reform) dämpft. Nicht nur vermeidet er damit die Marxsche „antagonistische Klassenzweiteilung“ von Kapitalisten und Proletariat, er stellt auch dessen Annahme in Frage, dass eine gemeinsame Klassenlage zu gemeinsamem Klassenhandeln führt. Klassen seien normalerweise keine Gemeinschaften, im Gegensatz zu Ständen, die sich nicht aus der Marktlage ergeben, sondern aus der „sozialen Schätzung“ und der spezifisch gearteten, geburts- oder berufsständischen „Lebensführung“. Klassen gehörten der Wirtschaftsordnung beziehungsweise der Sphäre der Produktion an, Stände der sozialen Ordnung und der Sphäre des Konsums.

#### Rechtssoziologie
Weber befasste sich durchgängig mit dem wechselvollen Verhältnis von Recht und Sozialordnung. Mit ihrer „überbordenden Materialfülle“ und ihrer „Mischung von Generalisierungen und historischen Konkretismen“ haben seine Rechtstexte bei namhaften Juristen (wie Jean Carbonnier und Anthony T. Kronman) große Irritationen hinterlassen.
Weber unterscheidet zwischen der Rechtswissenschaft im normativen Sinn und der empirischen Rechtssoziologie. Eine „Soziologisierung der Jurisprudenz“ ist ihm zufolge wegen des „logischen Hiatus von Sein und Sollen“ zum Scheitern verurteilt. Die Herausgeber des Teilbandes Recht betonen in ihrem Nachwort, dass Weber „die hochselektive Sortierung des unendlichen Rechtsstoffes“ für die Fragestellung nach den rationalen Grundlagen des modernen Rechts im Okzident vornahm. Er spricht von theoretischen Rationalitätsstufen in der Entwicklung des Rechts: „von der charismatischen Rechtsoffenbarung durch Rechtspropheten zur empirischen Rechtsschöpfung und Rechtsfindung durch Rechtshonoratioren […] weiter zur Rechtsoktroyierung durch weltliches Imperium und theokratische Gewalten und endlich zur systematischen Rechtssatzung und zur fachmäßigen, auf Grund literarischer und formallogischer Schulung sich vollziehenden ‚Rechtspflege‘ durch Rechtsgebildete (Fachjuristen)“. Exemplarisch arbeitet er die relative Selbständigkeit der Rechtstechnik gegenüber den politischen Herrschaftsstrukturen durch den Vergleich des angelsächsischen mit dem kontinentalen Recht heraus. Er sieht Wahlverwandtschaften des Kapitalismus sowohl mit dem Common Law wie mit der kontinentalen Rechtskultur. Die dem Kapitalismus dienliche Berechenbarkeit des Rechts sei in England durch aus der Anwaltschaft rekrutierte Richter gewährt. Das auf praktische Bedürfnisse abgestellte „Fallrecht“ sei zudem anpassungsfähiger als ein „logischen Bedürfnissen unterworfenes systematisches Recht“.
Für Weber besteht Recht aus zwangsgarantierten Normen, die von einem Durchsetzungsstab zur Geltung gebracht werden. Es ist nicht an den „politischen Verband“, den Staat, gebunden, sondern kann vor Erscheinen des Staats in zahlreichen „Rechtsgemeinschaften“ der „anstaltsmäßigen Vergesellschaftung“ (beispielsweise Stadtgemeinde, Kirche) auftreten.

#### Geschichte und Soziologie der Stadt
Über die 1921 im Archiv für Sozialwissenschaft und Sozialpolitik postum veröffentlichte Abhandlung Die Stadt. Eine soziologische Untersuchung lässt sich nicht mit Gewissheit sagen, für welchen Kontext Weber sie vorgesehen hatte, wie der Herausgeber des entsprechenden Teilbandes der Gesamtausgabe anmerkt. In der von Johannes Winckelmann herausgegebenen Ausgabe von Wirtschaft und Gesellschaft wurde sie unter dem Titel Die nichtlegitime Herrschaft (Typologie der Städte) als Unterkapitel der Soziologie der Herrschaft (9. Kapitel, 7. Abschnitt) publiziert. Die Abhandlung besteht aus vier Teilen: I. Begriff und Kategorien der Stadt, II. Die Stadt des Okzidents, III. Die Geschlechterstadt im Mittelalter und in der Antike, IV. Die Plebejerstadt.
Das Kapitel Das Bürgertum in Webers Wirtschaftsgeschichte. Abriß der universalen Sozial- und Wirtschaftsgeschichte liest sich nach Hinnerk Bruhns wie eine gedrängte Zusammenfassung. Inhaltlicher Fokus ist die Entstehung des „modernen Erwerbsbürgertums“. Bei der Ubiquität des Phänomens Stadt zeigt der Vergleich mit Städten des Orients (Ägypten, Vorderasien, China, Japan, Indien), dass sich nur im Okzident ein sich selbst verwaltendes Bürgertum herausgebildet hat. Zum innerokzidentalen Vergleich zieht Weber italienische Städte sowie englische und solche jenseits der Alpen heran. Beim zeitlichen Vergleich zwischen Altertum und Mittelalter zeigt sich, dass erst im Mittelalter wesentliche Voraussetzungen für die Entstehung des modernen Kapitalismus geschaffen wurden.

#### Organisationssoziologie
Die meisten Lehrbücher zur Organisationssoziologie behandeln Max Weber als einen ihrer Gründungsväter. Dies verdankt sich nach Renate Mayntz Missverständnissen der US-amerikanischen Rezeption seines Idealtypus Bürokratie, Veronika Tacke nennt es ein „produktives Missverständnis“. Der Begriff Organisation im modernen Sinne, als Gebildetyp, findet sich im Weberschen Werk kaum; meist ist bei ihm von Organisation im Sinne von „Organisieren“ die Rede (beispielsweise „Organisation der Produktion und des Absatzes“). Der von ihm verwendete Begriff des Verbands kommt dem modernen Begriff der Organisation nahe, ohne mit ihm deckungsgleich zu sein. Bürokratie ist für Weber die formal rationalste Form der Herrschaftsausübung, weil sie in ihrer Stetigkeit, Präzision, Straffheit und Verlässlichkeit allen anderen Verwaltungsformen „rein technisch überlegen ist“. Die kritische Rezeption missverstand Webers idealtypische Methode als „eine Art normatives Konzept des Organisationsdesigns“ und verwies auf bürokratische Dysfunktionen und nichtrationale Abweichungen.

#### Arbeits- und industriesoziologische Studien
Neben Marx zählt Weber zu den frühen Verfassern arbeitssoziologischer Studien. Seine erste diesbezügliche Arbeit trägt den Titel Die Lage der Landarbeiter im ostelbischen Deutschland (1892). Sie erschien als Teil einer auf das gesamte Deutsche Reich ausgelegten Landarbeiter-Enquete des Vereins für Socialpolitik. Fachlich ausgewiesen hatte ihn für diese Aufgabe seine Habilitationsschrift über die Römische Agrargeschichte, mit der er sich die historischen Grundlagen für die Agrarverfassung erarbeitet hatte. Als säkulare Entwicklungstendenz konstatiert Weber die Auflösung der traditionell patriarchalischen Arbeitsverfassung in eine kapitalistische und damit eine „Proletarisierung der Landarbeiterschaft“. Die Beziehung zwischen Gutsherr und Arbeiter wandelte sich in der Tendenz von einem persönlichen Herrschaftsverhältnis, welches auf traditionaler Interessengemeinschaft beruhte, zu einem versachlichten Klassenverhältnis, das den Austausch auf Geldzahlungen reduziere. Die Untersuchung bildet eine weithin unterschätzte Grundlage für Webers späteres Werk, weil sie viele seiner Begriffe und Konzepte, wie Idealtypus, Herrschaftstypologie und kapitalistisches Unternehmertum, in ersten Ausformungen enthält.
Die spätere Studie Zur Psychophysik der industriellen Arbeit (1908/09) verfasste Weber im Zusammenhang mit der vom Verein für Socialpolitik initiierten Erhebung über Auslese und Anpassung der Arbeiterschaft der Großindustrie, für die Weber auch um eine methodologische Einleitung gebeten worden war, die den an der Erhebung beteiligten Sozialforschern als Anleitung dienen sollte. Die
Psychophysik enthält die Ergebnisse einer von Weber selbst durchgeführten empirischen Erhebung in einem familieneigenen Betrieb der westfälischen Textilindustrie. Zu einer seiner wichtigsten Untersuchungsvariablen gehörte die Produktivität des individuellen Arbeiters. Daher diskutierte und überprüfte er viele Faktoren, die die Arbeitsleistung beeinflussen konnten, unter ihnen: Lohnhöhe, Feuchtigkeit und Lärm in der Arbeitsumgebung, Alkoholkonsum, sexuelle Aktivität, regionale Herkunft, religiöse Konfession, gewerkschaftliche Mitgliedschaft, Leistungsrestriktion („Bremsen“). Der Industriesoziologe Gert Schmidt wertet diese Schrift und die methodologische Einleitung als Dokumente von Webers Bedeutung als Vorläufer und Mitbegründer der Industrie- und Betriebssoziologie. Als ergänzende und teilweise erweiternde Studie zu Webers Kapitalismusverständnis findet er sie auch heute noch lesenswert.

### Religionssoziologische Werke
Einen erheblichen Teil seiner wissenschaftlichen Arbeit widmete Weber den Religionen; Zeugnis davon legen die drei Bände Gesammelte Aufsätze zur Religionssoziologie (1920–1921) ab, an denen er noch in seinem Todesjahr gearbeitet hat und zu denen er seine berühmte Vorbemerkung schrieb, eine „systematische Skizze seines gesamten Forschungsprogramms“ (Hans-Peter Müller). Dem Religionswissenschaftler Hans G. Kippenberg zufolge verwendet Weber einen „relationalen Religionsbegriff“; demnach lebt Religion aus der Übereinstimmung bzw. der Differenz mit den anderen Ordnungsmächten. Einen durchschlagenden Erfolg erzielte Weber mit der Erforschung der Kulturbedeutung des Protestantismus.

#### Protestantismus und Kapitalismus
Den Kern der Weberschen Analyse (Die protestantische Ethik und der ‚Geist‘ des Kapitalismus, 1904/05; überarbeitet 1920) bildet sein Nachweis, dass eine erhöhte Wahrscheinlichkeit für die Entstehung des modernen, „bürgerlichen Betriebskapitalismus“ besteht, wenn bestimmte ökonomische Komponenten mit einem religiös „fundamentierten“, innerweltlich-asketischen Berufsethos zusammentreffen. Eine direkte Ableitbarkeit kapitalistischen Wirtschaftshandelns aus protestantischen Mentalitätsursprüngen behauptet Weber nicht.
Das besondere „Wahlverwandtschaftsverhältnis“ zwischen Protestantismus und Kapitalismus wird durch den Gedanken der Berufsethik vermittelt. Weber konstatiert, dass „durch die Kultursprachen hindurch […] die vorwiegend katholischen Völker für das, was wir ‚Beruf‘ (im Sinne von Lebensstellung, umgrenztes Arbeitsgebiet) nennen, einen Ausdruck ähnlicher Färbung ebensowenig kennen wie das klassische Altertum, während es bei allen vorwiegend protestantischen Völkern existiert“. Eine „prinzipielle und systematische ungebrochene Einheit von innerweltlicher Berufsethik und religiöser Heilsgewißheit hat in der ganzen Welt nur die Berufsethik des asketischen Protestantismus gebracht. […] Der rationale, nüchterne, nicht an die Welt hingegebene Zweckcharakter des Handelns und sein Erfolg ist das Merkmal dafür, dass Gottes Segen darauf ruht.“ Die Entwicklung des „Berufsmenschentums“, als einer Komponente des „kapitalistischen Geistes“ unter mehreren, war nach Weber durch einzelne, im 17., 18. und auch noch im 19. Jahrhundert hochwirksame religiöse Motive – Beruf als „Berufung“ und das daraus sich bildende Ethos „rationaler“, innerweltlich-asketischer Lebensführung – bedingt. Im von der Prädestinationslehre geprägten Calvinismus sowie bei weiteren protestantischen Richtungen, dem Methodismus, dem Quäkertum und dem täuferischen Sektenprotestantismus, daneben zum Teil auch im Pietismus, findet Weber eine Fassung des Motivs der Bewährung, die er für die Entstehung einer das ganze Leben strukturierenden Methodik verantwortlich macht.
Angesichts der Ungewissheit über den eigenen religiösen Status wurde hier der Gedanke von der Notwendigkeit einer dauerhaften und konsequenten Bewährung im Leben und speziell im Berufsleben zum wichtigsten Anhaltspunkt für die eigene Bestimmung zur Seligkeit. Es handelt sich dabei, wie Weber immer wieder gegen diverse Missverständnisse betont hat, nicht um einen „Realgrund“, sondern um einen „Erkenntnisgrund“, also um eine rein subjektive Verbürgung der Heilsgewissheit. Der Gläubige verdient sich seine „Seligkeit“ also nicht durch die Befolgung der Berufspflicht (und den sich dadurch einstellenden Erfolg), sondern er versichert sich ihrer für sich selbst durch sie. Das dadurch entstehende Konzept der rationalen Lebensführung ist nach Weber ein wesentlicher Faktor in der Entstehungsgeschichte des modernen okzidentalen Kapitalismus wie überhaupt der westlichen Kultur.
Die begrenzte Reichweite seiner Erörterungen hat Weber gleichfalls mehrfach hervorgehoben. Dass „der ‚kapitalistische Geist‘ […] nur als Ausfluss bestimmter Einflüsse der Reformation habe entstehen können oder wohl gar: daß der Kapitalismus als Wirtschaftssystem ein Erzeugnis der Reformation sei“, bezeichnete er als eine „töricht-doktrinäre These“. Der Unterstellung, er wolle eine konsequent „idealistische“ Gegenposition zum marxistischen Materialismus formulieren, entgegnete er: „[...] so kann es dennoch natürlich nicht die Absicht sein, an Stelle einer einseitig ‚materialistischen‘ eine ebenso einseitig spiritualistische kausale Kultur- und Geschichtsdeutung zu setzen. Beide sind gleich möglich, aber mit beiden ist, wenn sie nicht Vorarbeit, sondern Abschluss der Untersuchung zu sein beanspruchen, der historischen Wahrheit gleich wenig gedient.“
Der von Weber aufgewiesene Zusammenhang ist Gegenstand einer äußerst intensiv geführten Diskussion. Wahrscheinlich handelt es sich um die am meisten erörterte wissenschaftliche Einzelleistung im Bereich von Soziologie, Geschichts- und Kulturwissenschaft. Dabei lassen sich methodische, faktisch-historische und biographisch-zeitgeschichtliche Zugangsweisen unterscheiden. Einige Kritiker werfen Weber vor, seine These so formuliert zu haben, dass sie methodisch „unwiderlegbar“ sei. Eine umfangreiche Forschungsliteratur widmet sich der empirischen Überprüfung von Webers Befunden und den daraus gezogenen Schlussfolgerungen. Doch auch als Ausdruck des Selbstverständnisses, wie es im deutschen Bürgertum um 1900 bestanden hat, wird Webers Text gedeutet und problematisiert.
Jenseits der Kritik im Einzelnen ist der außerordentliche wissenschaftliche Rang der Schrift unbestritten: Webers Analyse der mentalitäts- (bzw. religions-)geschichtlichen Prägung der Moderne bietet einen substantiell fundierten Verstehensrahmen für wesentliche Aspekte der politischen, ökonomischen und kulturellen Gegenwart („Rationalisierung“, „Bürokratisierung“, Massengesellschaft unter anderem). Für viele soziologische, kulturwissenschaftliche, theologiegeschichtliche oder philosophische Ansätze der neuesten Zeit (etwa für Habermas’ Theorie des kommunikativen Handelns) bilden Webers „Protestantismus-Kapitalismus-These“ und die mit ihr verknüpfte Theorie des Rationalisierungsprozesses einen wichtigen Orientierungspunkt.

#### Wirtschaftsethik der Weltreligionen
Weber dehnte seine Religionssoziologie später erheblich weiter aus. Unter dem Obertitel Die Wirtschaftsethik der Weltreligionen enthielt bereits der erste Band der Gesammelten Aufsätze zur Religionssoziologie das Kapitel über Konfuzianismus und Taoismus, der zweite Band dann Hinduismus und Buddhismus und schließlich der dritte Band Das antike Judentum. Nachtrag. Die Pharisäer. Die für die Sonderentwicklung im Okzident exemplarische Studie über die Protestantische Ethik wird in diesen Aufsätzen systematisch mit anderen Weltreligionen und -regionen verglichen. Auch in ihnen thematisierte er nicht nur den Einfluss religiöser Ideen auf das außerreligiöse Handeln, sondern auch den entgegengesetzten Einfluss. Zusammenfassend kommt Weber zum Schluss, dass die asiatischen Religionen eine Lebensführung beeinflussten, die „eine Entwicklung in Richtung Kapitalismus unmöglich machten“.

#### Typen religiöser Vergemeinschaftung
Im Kapitel Religionssoziologie (Typen religiöser Vergemeinschaftung) in Wirtschaft und Gesellschaft (1921/22) beschäftigte sich Weber nunmehr systematisch mit den Haltungen der Religionen gegenüber der „Welt“. Die Religionssystematik überschneidet sich inhaltlich teilweise mit der Einleitung zur Wirtschaftsethik der Weltreligionen, doch ist erstere eine „komplexe, komprimierte, abstrakte wie elaborierte begriffliche Klassifikation von Webers religionssoziologischem Ansatz“. Auch hier lautet sein Resümee, dass von den asiatischen Religionen kein Weg zur „rationalen Lebensmethodik“ führte, vor allem keine Entwicklung zu einem „‚kapitalistischen Geist‘, wie er dem asketischen Protestantismus eignete“. Axel Michaels wertete Webers Ausweitung seiner religionssoziologischen Forschungen primär aus dem Bestreben, seine ursprüngliche These zu fundieren: „Indien, China, Israel und der Vordere Orient waren für ihn das Experiment, das den Beweis seiner Protestantismus-These bringen sollte, nicht aber stand am Anfang die Beschäftigung mit den Weltreligionen, aus der diese Theorie erwuchs.“

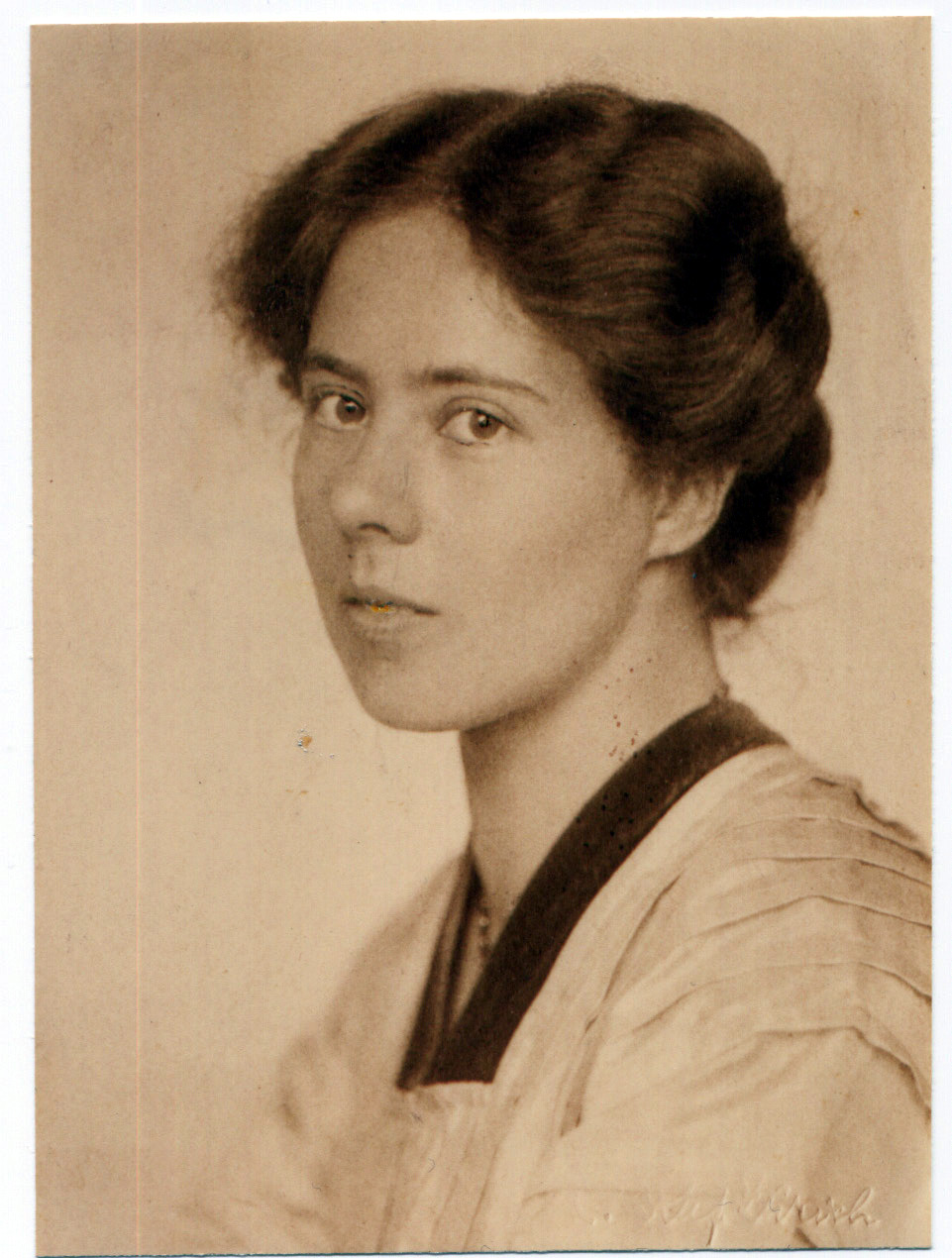
Mina Tobler

### Musiksoziologie
Aus Webers später Werkphase stammt die musiksoziologische Schrift Die rationalen und soziologischen Grundlagen der Musik. Vermutlich in einem Zeitraum ab 1910 geschrieben, wurde sie als unabgeschlossene Arbeit aus dem Nachlass erstmals 1921 als eigenständige Publikation veröffentlicht. Ihre Abfassung erfolgte in einer Werkphase, als sich Weber intensiv für eine „Soziologie der Cultur-Inhalte“ interessierte. In diesen Jahren führte er lange Gespräche mit dem jungen Georg Lukács über die erlösende Kraft der Kunst. Biographisch sensibilisierte ihn für die Musik zudem seine intime Freundschaft mit der Pianistin Mina Tobler.
Bemerkenswert und für Weber erregend war die Entdeckung, dass sogar die Musik Teil des okzidentalen Rationalisierungsprozesses war, was ihn zu der Schlussfolgerung führte, dass „die rationale harmonische Musik ebenso wie den bürgerlichen Betriebskapitalismus […] nur die okzidentale Kultur hervorgebracht“ hat. Walther Müller-Jentsch vermutet mit Dirk Kaesler indessen, dass es sich hier um unterschiedliche Rationalitätsbegriffe handelt. Steffen Sigmund wertet die Schrift als „Gründungsdokument der (deutschen) Musiksoziologie“. Für Theodor W. Adorno ist sie der „bislang umfassendste und anspruchsvollste Entwurf einer Musiksoziologie“.

## Rezeption
Die internationale Weber-Rezeption ist kaum noch überschaubar. Sie setzte schon kurz nach seinem Tod ein. 1923 erschien eine vom gebürtigen Ungarn Melchior Palyi herausgegebene Erinnerungsgabe für Max Weber. Marianne Weber veröffentlichte 1926 eine erste ausführliche Biographie. Von Alexander von Schelting erschien die wichtigste Arbeit über Webers Wissenschaftslehre vor dem Zweiten Weltkrieg. Zusammen mit Karl Löwith setzte er im Archiv für Sozialwissenschaft und Sozialpolitik Akzente zu Webers wissenschaftlichem Denkstil. Befördert durch die emigrierten deutschen Sozialwissenschaftler, entwickelte sich eine nahezu kontinuierliche internationale Rezeption.
Nach dem Zweiten Weltkrieg büßte Max Weber als Soziologe, anders als Ferdinand Tönnies und Werner Sombart, nicht an Bedeutung ein. Seine Werke fanden weiterhin große Beachtung, wenngleich in den frühen Nachkriegsjahren Deutschlands im Fokus sozialwissenschaftlicher Forschung zunächst Untersuchungen zur nivellierten Mittelstandsgesellschaft Schelskys, die Konfliktsoziologie von Dahrendorf und das Gruppenexperiment des Frankfurter Instituts für Sozialforschung standen. Explizit auf Weber bezog sich damals als einer von Wenigen der neben Martin Heidegger bekannteste Philosoph Karl Jaspers, dem die längste Zeit seines Lebens Weber als Gelehrter und Forscher zentrales Vorbild war; unter seinem Einfluss habe er seit 1909 gestanden und sein Philosophieren sei „all die Jahre nicht ohne Denken an Max Weber“ geschehen. Im Manuskript einer Vorlesung, die er über „Philosophie der Gegenwart“ im Wintersemester 1960/61 hielt, bezeichnete er Weber zusammen mit Albert Einstein als bedeutendsten Philosophen der Gegenwart. Für Jaspers ist „Max Weber als Philosoph“ vor allem durch seine „intellektuelle Rechtschaffenheit“ in seinen Schriften auf „die Grundfragen des Menschseins, des Wissenskönnens“ gerichtet. Als angehender Philosoph von Rang postulierte Dieter Henrich bereits 1952 mit dem Titel seiner Dissertation die Einheit der Wissenschaftslehre Max Webers. Von dem Emigranten Reinhard Bendix erschien 1960 in den USA eine erste umfassende Werkbiographie, fokussiert auf die Soziologie, die 1964 ins Deutsche übersetzt wurde. In seinem Vorwort bezeichnete René König, ähnlich wie Jaspers, Weber sowohl als Philosophen wie als Politiker und Soziologen.
Eine erneute fachspezifische Beschäftigung mit dem Weberschen Werk begann in Deutschland mit dem Heidelberger Soziologentag 1964, auf dem den deutschen Soziologen zu Webers 100. Geburtstag durch Talcott Parsons, Herbert Marcuse, Reinhard Bendix, Raymond Aron, Ernst Topitsch und Pietro Rossi der Stand der internationalen Weber-Rezeption vor Augen geführt wurde. Danach wuchs die Sekundärliteratur zu Werk und Bedeutung Webers kontinuierlich an. Vornehmlich Friedrich Tenbruck und Johannes Weiß trugen in den 1970er Jahren zur Rezeption des Weberschen soziologischen Werkes bei. Die von der Heidelberger Universität seit 1981 veranstalteten Max-Weber-Vorlesungen wurden mit der Gastprofessur für Reinhard Bendix eröffnet.
Seit 1984 wird von der Kommission für Sozial- und Wirtschaftsgeschichte der Bayerischen Akademie der Wissenschaften die Max Weber-Gesamtausgabe herausgegeben. Sie umfasst insgesamt 47 Bände in drei Abteilungen (I. Schriften und Reden, 24 Bände und 5 Teilbände; II. Briefe, 11 Bände; III. Vorlesungen und Vorlesungsnachschriften, 7 Bände). Abgeschlossen wurde die eminente editorische Arbeit zu seinem 100. Todestag. Zwei ihrer Herausgeber, M. Rainer Lepsius und Wolfgang Schluchter, wurden für die deutsche Rezeption schon früh zu Fixpunkten einer beständigen Auseinandersetzung mit dem Weberschen Werk.
Die Aktualität des Weberschen Werkes zeigt sich in seiner Anschlussfähigkeit für die gesamten Kultur- und Sozialwissenschaften. Als wichtigstes soziologisches Lehrbuch gilt weltweit Wirtschaft und Gesellschaft (Economy and Society). In der politikwissenschaftlichen Weber-Rezeption wird er als Klassiker des politischen Denkens geführt. Dazu beigetragen hat insbesondere die in seinem Vortrag Politik als Beruf formulierte Definition vom Staat als dem „Monopol legitimer physischer Gewaltsamkeit“, dem Politikwissenschaftler Andreas Anter zufolge die „wirkungsmächtigste der letzten hundert Jahre“. In den Geschichtswissenschaften wurde vornehmlich Webers Konzeption der „Universalgeschichte“ rezipiert, wobei Wolfgang Mommsen zufolge Webers Frage nach den Antriebskräften des gesellschaftlichen Wandels keineswegs auf eine Gesellschaftsgeschichte des Okzidents beschränkt blieb. Eine bewusst „weberianische Schule der Geschichtsschreibung in Abgrenzung von einer marxistischen“ führt Eric Hobsbawm auf den Gesellschaftshistoriker Hans-Ulrich Wehler zurück. In der marxistischen Rezeption wird die Komplementarität der Weberschen Kapitalismusanalysen hervorgehoben: Mit der Bedeutung religiöser Ideen für die Entstehung des Kapitalismus habe Weber die „subjektive Seite“ der historischen Entwicklung erforscht, ohne die „materialistische“ zu leugnen. Auch habe er den im (dogmatisch) marxistischen Denken nachgeordneten Stellenwert der Kultur im geschichtlichen Prozess zurechtgerückt. George Lichtheim betonte, dass „der ganze Inhalt der Weberschen Religionssoziologie ohne Schwierigkeit in das marxistische Schema passt.“ Kritik fanden indes seine Konzeption vom Nationalstaat, dem er eine unabhängige (und teils imperiale) Rolle zuwies, und sein voluntaristischer Charismabegriff. Als marxistischer Historiker hält Eric Hobsbawm bei aller Hochschätzung von Webers nötiger Ergänzung zu und Berichtigung von Marx dessen „politische und ideologische Haltung“ für unakzeptabel.
In den USA wurde die Verbreitung der Ideen Webers durch den nach 1945 in der Soziologie vorherrschenden Strukturfunktionalismus Talcott Parsons’ und durch dessen Übersetzungen der Weberschen Werke Die protestantische Ethik und der Geist des Kapitalismus sowie Wirtschaft und Gesellschaft ins Englische maßgeblich vorangetrieben. Insbesondere Webers Schrift zur Bedeutung der protestantischen Ethik für die Entwicklung des modernen Kapitalismus wurde dort, aber auch in Deutschland, ausgesprochen häufig und kontrovers diskutiert. Webers Analyse der modernen Bürokratie, insbesondere sein Typus der „legalen Herrschaft mit bürokratischem Verwaltungsstab“ als die formal rationalste Herrschaftsform, benutzten amerikanische Organisationssoziologen in ihren Analysen der Verwaltung von staatlichen und wirtschaftlichen Organisationen. Für den Organisationstheoretiker Alfred Kieser haben Webers Analysen zur Bürokratie ihn zum „Wegbereiter der modernen Organisationstheorie“ gemacht. Obwohl Weber kein genuiner Organisationsforscher war, hat sein Bürokratiemodell „seine enorme Wirkung hauptsächlich in der Organisationsforschung gehabt und hat sie dort immer noch“. Seit Jahrzehnten gehört Webers Bürokratieansatz, neben Taylors und Fayols Managementlehren zum Kanon organisationssoziologischer Lehrbücher. Der schrittweisen Demontage seines „Maschinenmodells“ der bürokratischen Organisation verdankt die Organisationsforschung wichtige Erkenntnisfortschritte.
Die japanische Weber-Rezeption ging andere Wege als die westliche. Bereits zu Lebzeiten Webers wurden japanische Sozialwissenschaftler auf ihn aufmerksam. Ihnen verdankt sich eine außerordentlich umfangreiche Sekundärliteratur mit einer thematischen Spannweite, die sämtliche materialen Forschungsbereiche Webers abdeckte. Arnold Zingerle führt die intensive Rezeption auf eine vermutete Affinität der Weberschen Fragestellungen mit der geistig-kulturellen Lage Japans zurück, wie sie seine Sozialwissenschaftler interpretierten. Webers Werk trug zum Verständnis des japanischen Modernisierungsprozesses und des japanischen Kapitalismus bei.
Bis in die jüngste Zeit zählt Weber zu den am häufigsten zitierten Soziologen. In dieser Hinsicht stellt Klaus Feldmann fest: „Von den Klassikern erweist sich Weber als der dauerhafteste.“ Hans-Peter Müller will in ihm gar den „Klassiker der Klassiker“ sehen. So sind auch in den jüngeren Theorieangeboten der Soziologie vielfältige Bezüge zum Weberschen Werk enthalten. Der französische Soziologe Pierre Bourdieu griff beispielsweise bei der Formulierung seiner Theorie der Praxis auf Max Weber zurück. Selbst die frühe Systemtheorie von Niklas Luhmann und nicht zuletzt die Theorie kommunikativen Handelns von Jürgen Habermas grenzen sich zwar in zentralen Punkten von Weber ab, dennoch tritt gerade darin dessen anhaltende Bedeutung für die deutsche Soziologie zu Tage. Habermas zufolge begegnet das Abendland „anderen Kulturen heute in Gestalt der überwältigenden Infrastruktur einer durch Wissenschaft und Technik bestimmten kapitalistischen Weltzivilisation“. Umgekehrt begegneten den Menschen des Abendlands „andere Kulturen vor allem in der Eigenschaft ihres religiösen Kerns. In unseren Augen ist die fremde Religion die Quelle der Inspiration der anderen Kultur.“ Das erkläre „die Aktualität Max Webers“.
Die nach dem US-amerikanischen Soziologen Robert K. Merton benannte Merton-These besagt, dass die naturwissenschaftlich-technologische Revolution des 17. und 18. Jahrhunderts hauptsächlich von englischen Puritanern und deutschen Pietisten getragen worden sei. Den Grund sah Merton vor allem in der von Max Weber beschriebenen asketischen Einstellung von Protestanten. Der Soziologe Gerhard Lenski fand 1958 in einer breit angelegten empirischen Untersuchung im Großraum Detroit (US-Bundesstaat Michigan) eine Reihe von Webers Thesen zu konfessionellen Prägungen bestätigt. Gleichwohl wurde Webers These unzählige Male angefochten, viele historische und empirische Fehler wurden nachgewiesen, weswegen sie in der ursprünglichen Form kaum mehr vertreten wird. Beispielsweise wird zu Recht moniert, dass sich der „Geist des Kapitalismus“ bereits lange vor der Reformation in den italienischen Städten des Hochmittelalters manifestiert habe.
Im deutschen Sprachraum haben die Soziologen Wolfgang Schluchter und Stefan Breuer bedeutsame Interpretationsschriften über Webers Werk publiziert. Beispiele für „Max Webers Soziologie im Lichte aktueller Problemstellungen“ finden sich in den Beiträgen einer Tagung, die anlässlich des 150. Geburtstags Webers vom Max-Weber-Institut für Soziologie der Universität Heidelberg im April 2014 mit namhaften Weber-Experten veranstaltet wurde.
Die Biographien von Joachim Radkau (2005), Dirk Kaesler (2014) und Jürgen Kaube (2014) stützen sich auf das in der Max Weber-Gesamtausgabe zugänglich gemachte breite Dokumentenmaterial. Sie tragen zu Entmystifizierung der frühen Biographie von Marianne Weber bei. Aus unterschiedlichen Blickwinkeln beschreiben sie das Zusammenspiel von Leben und Werk eines Universalgelehrten in jener ereignisreichen politischen Zeit an der Schwelle vom 19. zum 20. Jahrhundert. Radkaus Biographie fokussiert auf Webers psychische Konstitution, deren Erlebens- und Leidensstadien – in den drei Hauptteilen mit „Vergewaltigung der Natur“, „Rache der Natur“, „Erlösung und Erleuchtung“ überschrieben – ausführlich zu seinem Werk in Beziehung gesetzt werden. Kaeslers Biographie thematisiert die kollektiven Traumata (fin de siècle, Erster Weltkrieg, Russische Revolutionen, Novemberrevolution und Gegenrevolution in Deutschland, Gründungsphase der Weimarer Republik), die auf Lebenslauf und Werk prägend eingewirkt hätten. Nach Kaubes Biographie habe Webers „Leben zwischen den Epochen“ (Untertitel) ihn zum politisch involvierten Chronisten der Zeitenwende vom preußisch-deutschen Traditionalismus zur imperialen Industrienation Deutschland gemacht.

## Ehrungen

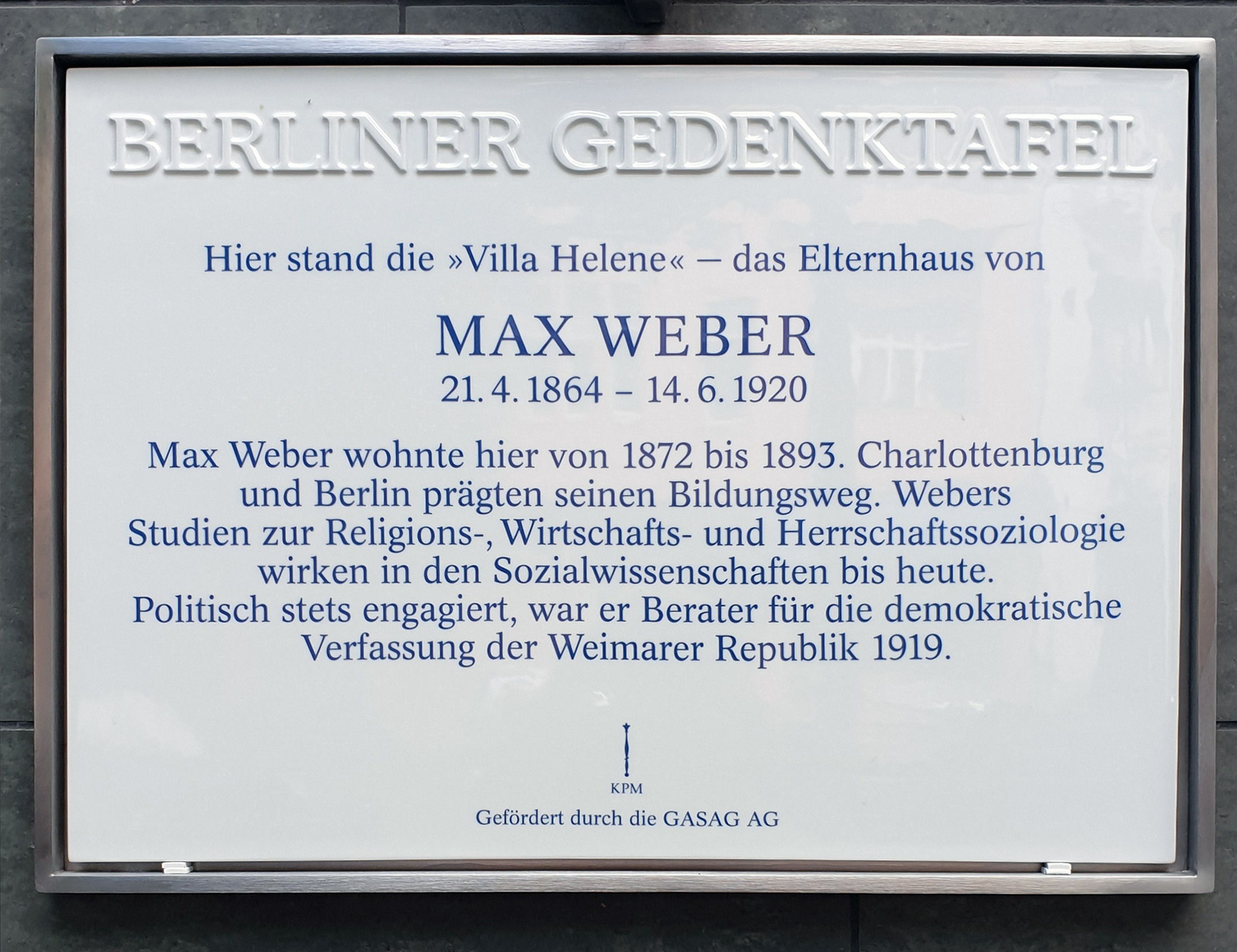
Berliner Gedenktafel am Haus, Leibnizstraße 21, in Berlin-Charlottenburg

Die Universität Heidelberg übernahm die Fallensteinvilla, die ab 1910 der Wohnsitz Webers und Ernst Troeltschs war, in der die Sonntagsgespräche stattgefunden haben und in der seine Frau seit 1922 wieder lebte. Sie erhielt den Namen Max-Weber-Haus. Darin befindet sich heute das Internationale Studienzentrum der Universität Heidelberg (ISZ). Der Salon ist erhalten geblieben.
Der Max-Weber-Platz im Münchner Stadtteil Haidhausen war seit 1905 nach einem gleichnamigen Magistratsrat der bayerischen Hauptstadt benannt. Auf Initiative von Ulrich Beck wurde er 1998 zusätzlich auch dem Soziologen Max Weber gewidmet.
Das Max-Weber-Kolleg in seinem Geburtsort Erfurt, das eine Einrichtung der Universität Erfurt für kultur- und sozialwissenschaftliche Studien ist, wurde ebenso nach ihm benannt, ferner das Max-Weber-Institut für Soziologie an der Ruprecht-Karls-Universität Heidelberg. 2012 wurde die Stiftung Deutsche Geisteswissenschaftliche Institute im Ausland in Max Weber Stiftung umbenannt.
Mehrere Schulen in Deutschland sind nach Max Weber benannt sowie Straßen in Erfurt, Pforzheim und Quickborn.
Am Münchner Wohnhaus in der Seestraße 3c (heute: 16), seinem letzten Wohnort, befindet sich seit 1976 eine Gedenktafel. Zu Webers hundertstem Todestag wurde an seinem Charlottenburger Wohnort in der Leibnizstraße 19, der ehemaligen „Villa Helene“ (heute: 21), eine „Berliner Gedenktafel“ angebracht.

## Schriften

### Werkausgaben
Es liegen zwei Werkausgaben vor:
- Die 47 Bände umfassende Max Weber-Gesamtausgabe (MWG) im Verlag Mohr Siebeck, herausgegeben von Horst Baier, Gangolf Hübinger, M. Rainer Lepsius, Wolfgang J. Mommsen, Wolfgang Schluchter und Johannes Winckelmann, Sie gliedert sich in drei Abteilungen: I. Schriften und Reden, II. Briefe, III. Vorlesungen und Vorlesungsnachschriften.
- Die älteren Werkausgaben: Wirtschaft und Gesellschaft (WuG) sowie 7 Bände der Gesammelten Aufsätze: Gesammelte Aufsätze zur Religionssoziologie I–III (GARS), Gesammelte Aufsätze zur Soziologie und Sozialpolitik (GASS), Gesammelte Aufsätze zur Sozial- und Wirtschaftsgeschichte (GASW), Gesammelte Aufsätze zur Wissenschaftslehre (GAWL), Gesammelte Politische Schriften. (GPS). Mohr Siebeck, Tübingen .

### Einzelschriften (Auswahl)
- 1889: Zur Geschichte der Handelsgesellschaften im Mittelalter. Stuttgart 1889 (auch in: MWG I/1; GASW 312–443).
- 1891: Die römische Agrargeschichte in ihrer Bedeutung für das Staats- und Privatrecht. Stuttgart 1891 (MWG I/2).
- 1891–1892: Die Verhältnisse der Landarbeiter im ostelbischen Deutschland. Die Verhältnisse der Landarbeiter in Deutschland, geschildert auf Grund der vom Verein für Socialpolitik veranstalteten Erhebungen. Band 3, Leipzig 1892 (MWG I/3).
- 1895: Freiburger Antrittsvorlesung Der Nationalstaat und die Volkswirtschaftspolitik. Akademische Verlagsbuchhandlung J.C.B Mohr, Freiburg i. Br. und Leipzig 1895 (MWG I/4, 535-574; GPS 1–25; Wikisource).
- 1896: Die sozialen Gründe des Untergangs der antiken Kultur. In: Die Wahrheit. Band 3, H. 63, Fr. Frommanns Verlag, Stuttgart 1896, S. 57–77 (MWG I/6, 82-127; GASW 289–311).
- 1904: Die ‚Objektivität‘ sozialwissenschaftlicher und sozialpolitischer Erkenntnis. In: Archiv für Sozialwissenschaft und Sozialpolitik. 19 1904, S. 22–87 (MWG I/7, 135-234; GAWL 146–214).
- 1904/05: Die protestantische Ethik und der Geist des Kapitalismus. In: Archiv für Sozialwissenschaft und Sozialpolitik. 20 1904, S. 1–54 und 21, 1905, S. 1–110 (MWG I/9 und MWG I/18; überarbeitet in GARS I 1–206).
- 1908/09: Zur Psychophysik der industriellen Arbeit. In: Archiv für Sozialwissenschaft und Sozialpolitik. Band 28 (1908), Heft 1 und 3, Band 29 (1909), Heft 2 (MWG I/11).
- 1909: Agrarverhältnisse im Altertum. [3. Fassung], in: Handwörterbuch der Staatswissenschaften. Band 1, Jena 1909 3. Auflage. 52–188 (MWG I/6, 128-227; GASW 1–288).
- 1910: Enquete über das Zeitungswesen (Rede auf dem 1. Deutschen Soziologentag vor der neugegründeten Deutschen Gesellschaft für Soziologie, 20. Oktober 1910 (MWG I/13, 256-286)).
- 1915–1919: Die Wirtschaftsethik der Weltreligionen, 11 Aufsätze zu Konfuzianismus und Taoismus, Hinduismus und Buddhismus, antikes Judentum, in: Archiv für Sozialwissenschaft und Sozialpolitik, Jg. 41 (1915) – Jg. 46 (1919) (MWG I/19-21; GARS I-III).
- 1918: Parlament und Regierung im neugeordneten Deutschland. Zur politischen Kritik des Beamtentums und Parteiwesens. München/Leipzig 1918 (MWG I/15, 421-596; GPS 306–443).
- 1918: Der Sozialismus, Wien 1918 (MWG I/15, 597-633; GASS 492-518).
- 1919: Wissenschaft als Beruf. München/Leipzig 1919 (MWG I/17, 49-111; GAWL 582-613), Digitalisat und Volltext im Deutschen Textarchiv; Separatveröffentlichungen: Stuttgart 1995, ISBN 3-15-009388-0, Schutterwald/Baden 1994, ISBN 3-928640-05-4; textlog.de; Matthes & Seitz, Berlin 2017, ISBN 978-3-95757-518-0.
- 1919: Politik als Beruf. München/Leipzig 1919 (MWG I/17, 113-252; GPS 505–560), Digitalisat und Volltext im Deutschen Textarchiv; Separatveröffentlichungen: Stuttgart 1992, ISBN 3-15-008833-X und Schutterwald/Baden 1994, ISBN 3-928640-06-2; textlog.de.
- 1920/1921: Gesammelte Aufsätze zur Religionssoziologie I–III. Mohr (Siebeck), Tübingen.
- 1921 (postum): Die rationalen und soziologischen Grundlagen der Musik. München 1921 (MWG I/14).
- 1921/1922 (postum): Wirtschaft und Gesellschaft (in 4 Lieferungen). Tübingen 1921/22; 5. revidierte Auflage, hrsg. von Johannes Winckelmann, Tübingen 1976 (MWG I/22-1 – I/22-5; MWG I/23).
- 1923 (postum): Wirtschaftsgeschichte. Abriß der universalen Sozial- und Wirtschaftsgeschichte. Aus den nachgelassenen Vorlesungen hrsg. von Siegmund Hellmann und Melchior Palyi. München/Leipzig 1923 (MWG III/6).
- 1924 (postum): Gesammelte Aufsätze zur Sozial- und Wirtschaftsgeschichte. [Hrsg. Marianne Weber] Tübingen, J.C.B.Mohr (Paul Siebeck), Tübingen 1924.

### Weitere Ausgaben
- Max Weber. Werk und Person. Dokumente. Dokumente ausgewählt und kommentiert von Eduard Baumgarten. Mohr, Tübingen 1964.
- Max Weber: Jugendbriefe. Mit einer Einführung von Marianne Weber. Mohr, Tübingen ohne Jahr [1936].
- Max Weber: Schriften 1894–1922 (= Kröners Taschenausgabe. Band 233). Herausgegeben von Dirk Kaesler. Kröner, Stuttgart 2002, ISBN 3-520-23301-0 (Auswahlausgabe mit zum Teil gekürzten Texten).
- Max Weber, gesammelte Werke [Elektronische Ressource, CD-ROM]: mit einem Lebensbild von Marianne Weber. Directmedia Publishing, Berlin 2004, ISBN 3-89853-458-8.

## Sekundärliteratur
Philosophiebibliographie: Max Weber – Zusätzliche Literaturhinweise zum Thema

### Biographien
- Reinhard Bendix: Max Weber. An intellectual portrait. Doubleday, Garden City 1960 (4. Auflage mit einer Einleitung von Bryan S. Turner), Routledge, London/New York 1998, ISBN 0-415-17453-8.
- Reinhard Bendix: Max Weber – Das Werk. Darstellung. Analyse. Ergebnisse. Mit einem Vorwort von René König. Aus dem Amerikanischen von Renate Rausch. Piper, München 1964.
- Hans Norbert Fügen: Max Weber. Mit Selbstzeugnissen und Bilddokumenten. Rowohlt, Reinbek 2000, ISBN 3-499-50216-X.
- Rita Aldenhoff-Hübinger, Gangolf Hübinger: Das Berlin Max Webers. Erfahrungswelten einer Großstadt (= Berlin-Forschungen der Historischen Kommission zu Berlin. Band 9), BeBra Wissenschaft, Berlin 2025, ISBN 978-3-95410-342-3. (Rezension von Andreas Ludwig)
- Gangolf Hübinger: Max Weber. Stationen und Impulse einer intellektuellen Biographie, Mohr Siebeck 2019, ISBN 978-3-16-155724-8. (Rezension von Dirk Kaesler)
- Dirk Kaesler: Max Weber (= C. H. Beck Wissen. Band 2726). C.H. Beck Verlag, München 2011, ISBN 978-3-406-62249-6.
- Dirk Kaesler: Max Weber: Preuße, Denker, Muttersohn. C.H. Beck Verlag, München 2014, ISBN 978-3-406-66075-7.
- Jürgen Kaube: Max Weber. Ein Leben zwischen den Epochen. Rowohlt, Berlin 2014, ISBN 978-3-87134-575-3.
- Christa Krüger: Max und Marianne Weber. Tag- und Nachtansichten einer Ehe. Pendo, München/Zürich 2001, ISBN 978-3-85842-423-5.
- M. Rainer Lepsius: Max Weber und seine Kreise. Essays. Mohr Siebeck, Tübingen 2016, ISBN 978-3-16-154738-6. (Rezension von Dirk Kaesler)
- Joachim Radkau: Max Weber. Die Leidenschaft des Denkens. Hanser, München 2005, ISBN 3-446-20675-2.
- Fritz K. Ringer: Max Weber. An intellectual biography. University of Chicago Press, Chicago 2004, ISBN 0-226-72004-7.
- Guenther Roth: Max Webers deutsch-englische Familiengeschichte 1800–1950, mit Briefen und Dokumenten. Mohr Siebeck, Tübingen 2001, ISBN 3-16-147557-7. (Rezension von Wilfried Nippel, Rezension von Rolf Löchel)
- Marianne Weber: Max Weber. Ein Lebensbild. Piper, München 1989, ISBN 3-492-10984-5. (Erstausgabe 1926)

### Einführungen und Gesamtbetrachtungen
- Karl-Ludwig Ay, Knut Borchardt (Hrsg.): Das Faszinosum Max Weber. Die Geschichte seiner Geltung. UVK, Konstanz 2006, ISBN 3-89669-605-X.
- Michael Bayer und Gabriele Mordt: Einführung in das Werk Max Webers. Verlag für Sozialwissenschaften, Wiesbaden 2008, ISBN 978-3-531-15392-6.
- Gregor Fitzi: Max Weber. Campus-Verlag, Frankfurt am Main/New York 2008, ISBN 978-3-593-38124-4.
- Edith Hanke, Lawrence Scaff, Sam Whimster (Hrsg.): The Oxford Handbook of Max Weber. Oxford University Press, New York 2019, ISBN 978-0-19-067954-5.
- Volker Heins: Max Weber zur Einführung. 3., vollständig überarbeitete Auflage, Junius, Hamburg 2004, ISBN 3-88506-390-5.
- Wolfgang Hellmich: Aufklärende Rationalisierung. Ein Versuch, Max Weber neu zu interpretieren (= Erfahrung und Denken. Bd. 107). Duncker & Humblot, Berlin 2013, ISBN 978-3-428-13906-4.
- Wilhelm Hennis: Max Webers Fragestellung: Studien zur Biographie des Werks. Tübingen 1987, ISBN 978-3-16-345150-6.
- Karl Jaspers: Max Weber. Gesammelte Schriften. Piper Verlag, München 1988, ISBN 3-492-10799-0.
- Dirk Kaesler: Max Weber. Eine Einführung in Leben, Werk und Wirkung. 4., aktualisierte Auflage. Campus Verlag, Frankfurt am Main 2014, ISBN 978-3-593-50114-7.
- Michael Kaiser (Hrsg.): Max Weber in der Welt. Rezeption und Wirkung, Mohr Siebeck, Tübingen 2014, ISBN 978-3-16-152469-1.
- Stephen Kalberg: Einführung in die historisch-vergleichende Soziologie Max Webers. Aus dem Amerikanischen übertragen von Thomas Schwietring. Westdeutscher Verlag, Wiesbaden 2001, ISBN 978-3-531-13308-9.
- Stephen Kalberg: Max Weber lesen. Übersetzt von Ursel Schäfer. transcript Verlag, Bielefeld 2015, ISBN 978-3-89942-445-4.
- Volker Kruse, Uwe Barrelmeyer: Max Weber. Eine Einführung. UVK/UTB, Stuttgart 2012, ISBN 978-3-8252-3637-3. (Rezension)
- Klaus Lichtblau: Max Webers Grundbegriffe. VS Verlag für Sozialwissenschaften, Wiesbaden 2006, ISBN 3-531-14810-9.
- Klaus Lichtblau: Zur Aktualität von Max Weber. Einführung in sein Werk, Springer VS, Wiesbaden 2020, ISBN 978-3-658-28946-1.
- Hans-Peter Müller: Max Weber. Böhlau, Köln u. a. 2007, ISBN 978-3-8252-2952-8.
- Hans-Peter Müller, Steffen Sigmund (Hrsg.): Max Weber-Handbuch. Leben – Werk – Wirkung. 2., erweiterte und aktualisierte Auflage. Metzler/Springer, Berlin 2020, ISBN 978-3-476-05141-7 (zuerst 2014).
- Hans-Peter Müller: Max Weber: Eine Spurensuche. Suhrkamp, Berlin 2020, ISBN 978-3-518-29917-3.
- Wolfgang Schluchter: Die Entzauberung der Welt. Sechs Studien zu Max Weber. Mohr Siebeck, Tübingen 2009, ISBN 978-3-16-150139-5.
- Wolfgang Schluchter: Max Webers späte Soziologie. Mohr Siebeck, Tübingen 2016; ISBN 978-3-16-153383-9.
- Gregor Schöllgen: Max Weber. Beck, München 1998, ISBN 3-406-41944-5.
- Michael Sukale: Max Weber – Leidenschaft und Disziplin. Leben, Werk, Zeitgenossen. Mohr Siebeck, Tübingen 2002, ISBN 978-3-16-147203-9.
- Richard Swedberg, Ola Agevall: The Max Weber Dictionary. Key Words and Central Concepts. Second Edition. Stanford University Press, Stanford, California 2016.
- Friedrich H. Tenbruck: Das Werk Max Webers. Gesammelte Aufsätze zu Max Weber. Mohr Siebeck, Tübingen 2002, ISBN 978-3-16-147757-7.
- Johannes Weiß: Max Webers Grundlegung der Soziologie. 2., überarbeitete und erweiterte Auflage, Saur, München/London/New York/Paris 1992, ISBN 978-3-598-11092-4.

### Einzelne Fragestellungen
- Gert Albert, Agathe Bienfait, Steffen Sigmund, Claus Wendt (Hrsg.): Das Weber-Paradigma. Studien zur Weiterentwicklung von Max Webers Forschungsprogramm. Tübingen, Mohr (Siebeck) 2003, ISBN 978-3-16-148826-9.
- Andreas Anter: Max Weber und die Staatsrechtslehre. Mohr Siebeck, Tübingen 2016, ISBN 978-3-16-154732-4.
- Andreas Anter, Stefan Breuer (Hrsg.): Max Webers Staatssoziologie. Positionen und Perspektiven. 2. Auflage. Nomos, Baden-Baden 2016, ISBN 978-3-8487-2730-8.
- Stefan Breuer: Max Webers Herrschaftssoziologie. Campus, Frankfurt am Main 1991, ISBN 3-593-34458-0.
- Stefan Breuer: Bürokratie und Charisma. Zur politischen Soziologie Max Webers. Wissenschaftliche Buchgesellschaft, Darmstadt 1994, ISBN 3-534-12336-0.
- Rogers Brubaker: The limits of rationality. An essay on the social and moral thought of Max Weber (= Controversies in sociology. Bd. 16). George Allen & Unwin, Boston/London 1984, ISBN 0-04-301172-1.
- Hinnerk Bruhns: Max Weber und der Erste Weltkrieg. Mohr Siebeck, Tübingen 2017, ISBN 978-3-16-152542-1.
- Catherine Colliot-Thélène: La sociologie de Max Weber. Paris, Éditions La Découverte 2014, ISBN 978-2-7071-7825-1.
- Gregor Fitzi: Max Webers politisches Denken. UVK, Konstanz 2004, ISBN 978-3-8252-2570-4.
- Benedikt Giesing: Religion und Gemeinschaftsbildung. Max Webers kulturvergleichende Theorie. Leske und Budrich, Opladen 2002, ISBN 3-8100-3673-0.
- Peter Ghosh: Max Weber and the Protestant Ethic. Twin Histories. Oxford University Press, Oxford u. a. 2014, ISBN 978-0-19-870252-8.
- Edith Hanke, Wolfgang J. Mommsen (Hrsg.): Max Webers Herrschaftssoziologie. Mohr (Siebeck), Tübingen 2001, ISBN 3-16-147649-2.
- Heike Hawicks, Ingo Runde (Hrsg.): Max Weber in Heidelberg. Beiträge zur digitalen Vortragsreihe an der Universität Heidelberg im Sommersemester 2020 anlässlich des 100. Todestages am 14. Juni 2020 (= Heidelberger Schriften zur Universitätsgeschichte. Bd. 11). Universitätsverlag Winter, Heidelberg 2022, ISBN 978-3-8253-4933-2.
- Wilhelm Hennis: Max Webers Wissenschaft vom Menschen. Neue Studien zur Biographie des Werks. Mohr (Siebeck), Tübingen 1996, ISBN 978-3-16-148247-2.
- Wilhelm Hennis: Max Weber und Thukydides. Nachträge zur Biographie des Werks. Mohr (Siebeck), Tübingen 2003, ISBN 3-16-147973-4.
- Paul Honigsheim: On Max Weber. Free Press, New York 1968, ISBN 978-0-02-914910-2.
- Stephen Kalberg: Deutschland und Amerika aus der Sicht Max Webers. Übersetzt von Christiane Goldmann und Ursel Schäfer. Springer VS, Wiesbaden 2013, ISBN 978-3-658-02839-8.
- Hans G. Kippenberg, Martin Riesebrodt (Hrsg.): Max Webers „Religionssystematik“. Mohr (Siebeck), Tübingen 2001, ISBN 978-3-16-147501-6.
- Jürgen Kocka (Hrsg.): Max Weber, der Historiker. Vandenhoeck & Ruprecht, Göttingen 1986, ISBH 3-525.35734-6.
- René König, Johannes Winckelmann (Hrsg.): Max Weber zum Gedächtnis. Materialien und Dokumente zur Bewertung von Werk und Persönlichkeit. Westdeutscher Verlag, Opladen, Köln 1963.
- Karl Löwith: Max Weber und Karl Marx. In: Ders.: Gesammelte Abhandlungen. Zur Kritik der geschichtlichen Existenz. Kohlhammer, Stuttgart 1960, S. 1–67.
- Bärbel Meurer (Hrsg.): Marianne Weber. Beiträge zu Werk und Person. Mohr (Siebeck) Tübingen 2004, ISBN 3-16-148162-3.
- Wolfgang J. Mommsen: Max Weber und die deutsche Politik 1890–1920. 1. Auflage 1959; 2. Auflage 1974; 3. Auflage 2004. Mohr (Siebeck), Tübingen 2004, ISBN 978-3-16-148480-3.
- Wolfgang Mommsen: Max Weber. Gesellschaft, Politik und Geschichte. Suhrkamp, Frankfurt am Main 1974, ISBN 978-3-518-27653-2.
- Claus Offe: Selbstbetrachtung aus der Ferne. Tocqueville, Weber und Adorno in den Vereinigten Staaten. Adorno-Vorlesungen 2003. Suhrkamp, Frankfurt am Main 2004, ISBN 3-518-58399-9.
- Talcott Parsons: Kapitalismus bei Max Weber – zur Rekonstruktion eines fast vergessenen Themas. Herausgegeben, eingeleitet und kommentiert von Uta Gerhardt, Springer VS, Wiesbaden 2019, ISBN 978-3-658-10110-7.
- Jan Rehmann: Max Weber. Modernisierung als passive Revolution. Kontextstudien zu Politik, Philosophie und Religion im Übergang zum Fordismus. Argument-Verlag, Berlin/Hamburg 1998, ISBN 978-3-88619-253-3.
- Lawrence A. Scaff: Max Weber in Amerika. Aus dem Englischen übersetzt von Axel Walter, mit einem Geleitwort von Hans-Peter Müller. Duncker & Humblot, Berlin 2013, ISBN 978-3-428-13891-3
- Alexander von Schelting: Max Webers Wissenschaftslehre. Das logische Problem der historischen Kulturerkenntnis. Die Grenzen der Soziologie des Wissens. Mohr (Siebeck), Tübingen 1934.
- Wolfgang Schluchter: Rationalismus der Weltbeherrschung. Studien zu Max Weber. Suhrkamp, Frankfurt am Main 1980, ISBN 3-518-07922-0.
- Wolfgang Schluchter: Religion und Lebensführung. Band 1: Studien zu Max Webers Kultur- und Werttheorie. Suhrkamp, Frankfurt am Main 1991, ISBN 3-518-28561-0; Band 2: Studien zu Max Webers Religions- und Herrschaftssoziologie. Suhrkamp, Frankfurt am Main 1991, ISBN 3-518-28562-9.
- Wolfgang Schluchter, Friedrich Wilhelm Graf (Hrsg.): Asketischer Protestantismus und der „Geist“ des modernen Kapitalismus. Mohr (Siebeck), Tübingen, 2005, ISBN 978-3-16-148546-6.
- Wolfgang Schwentker: Max Weber in Japan. Eine Untersuchung zur Wirkungsgeschichte 1905–1995. Mohr (Siebeck), Tübingen 1998, ISBN 978-3-16-146806-3.
- Thomas Schwinn, Gert Albert (Hrsg.): Alte Begriffe – Neue Probleme. Max Webers Soziologie im Lichte aktueller Problemstellungen. Mohr Siebeck, Tübingen 2016, ISBN 978-3-16-154194-0.
- Heinz Steinert: Max Webers unwiderlegbare Fehlkonstruktionen. Die protestantische Ethik und der Geist des Kapitalismus. Campus Verlag, Frankfurt am Main 2010, ISBN 978-3-593-39310-0.
- Hubert Treiber: Max Webers Rechtssoziologie – eine Einladung zur Lektüre. Harrassowitz, Wiesbaden 2017. ISBN 978-3-447-10843-0.
- Gerhard Wagner, Heinz Zipprian (Hrsg.): Max Webers Wissenschaftslehre. Interpretation und Kritik. Suhrkamp, Frankfurt am Main 1994, ISBN 3-518-28718-4.
- Johannes Weiß: Das Werk Max Webers in der marxistischen Rezeption und Kritik (= Studienbücher zur Sozialwissenschaft. Bd. 42). Westdeutscher Verlag, Opladen 1981, ISBN 3-531-21543-4.

### Zur Rezeptionsgeschichte
- Max Weber Stiftung (Hrsg.): Max Weber in der Welt. Rezeption und Wirkung. Bearbeitet von Michael Kaiser und Harald Rosenbach. Mohr Siebeck, Tübingen 2014, ISBN 978-3-16-152469-1.
- Wolfgang Schwentker: Max Weber in Japan. Eine Untersuchung zur Wirkungsgeschichte 1905–1995. Mohr (Siebeck), Tübingen 1998, ISBN 978-3-16-146806-3.
- Constans Seyfarth, Gert Schmidt: Max Weber Bibliographie. Eine Dokumentation der Sekundärliteratur. 2. Auflage. Enke, Stuttgart 1982, ISBN 3-432-89192-X.
- Arnold Zingerle: Max Webers historische Soziologie. Aspekte und Materialien zur Wirkungsgeschichte. Wissenschaftliche Buchgesellschaft, Darmstadt 1981, ISBN 3-534-06520-4.

## Zeitschrift
- Max Weber Studies, hrsg. von Sam Whimster, London 2000 ff.

## Film
- Max Weber – Die Entzauberung der Welt. Dokumentarfilm, Deutschland, 2006, 29 Min., Buch und Regie: Anette Kolb, Produktion: BR-alpha, Reihe: München leuchtet für die Wissenschaft – Berühmte Forscher und Gelehrte, Erstsendung: 10. Februar 2006 bei BR-alpha, Inhaltsangabe und online-Video von BR-alpha, mit M. Rainer Lepsius.